# 渡る世間は鬼ばかり
『橋田壽賀子ドラマ 渡る世間は鬼ばかり』（はしだすがこドラマ わたるせけんはおにばかり）は、毎週木曜日21時 - 21時54分に、TBS系の「木曜21時」枠で放送されていた日本のテレビドラマシリーズ。
1990年10月11日から2011年9月29日までシリーズとして断続的に制作・放送された。
連続ドラマ終了後は、2012年9月17日から2019年9月16日まで1、2年に1回のペースでスペシャルが放送されていた。主演は、第1シリーズから第3シリーズまでの主人公は山岡久乃、第4シリーズ以降は泉ピン子。全10シリーズで、通算放送回数は511回（最終シリーズ後のスペシャルも含む）。

## 概要
1990年にTBSが開局40周年を記念して企画された1年間シリーズとして放送したが、好評を得て断続的にシリーズ化された。岡倉大吉・節子夫婦と5人の娘たち（野田弥生、小島五月、高橋文子、大原葉子、本間長子）とそれぞれの家族の暮らしを描く家庭ドラマである。
通称「渡鬼（わたおに）」。
タイトルは「渡る世間は鬼はなし」ということわざをもじってつけられたもので、「相手のことを鬼だと思う自分がすでに鬼なんだと、自分が鬼でなかったら相手のことも鬼だと思わない、という意味を込めたんですよ」と石井ふく子プロデューサーは語っている。
1959年に梅崎春生の直木賞受賞作『ボロ家の春秋』を原作として中村登監督で映画化されたものも『渡る世間は鬼ばかり ボロ家の春秋』という題名がついている。
放送期間は各シリーズとも1年間。視聴率は全てビデオリサーチ調べ、関東地区のもの。
2010年10月14日より第10シリーズの放送がスタートし、本シリーズをもって連続ドラマでの放送は終了した。2009年春よりこれまで放送されていた木曜21時枠がバラエティ枠となり、ドラマ枠は水曜21時に移動した関係上、放送枠については未定であったが、その後TBSより、木曜21時枠での放送が発表された。2010年8月26日、TBSは「丸20年という節目で、出演者の皆さんが元気なうちに美しく切り上げたいという思いもあり、ここで区切りをつけようと判断した」として10月14日に始まる第10シリーズで終了することを正式に発表した。
最終シリーズ終了からおよそ1年が経過した2012年9月17日と9月24日に「月曜ゴールデン」枠の21時 - 22時54分で、最終シリーズ終了から1年が経った岡倉家や「幸楽」を描いた「ただいま!!2週連続スペシャル〜前後編」が放送された。全シリーズ・全単発スペシャルを通して放送曜日が初めて月曜日となり、解説放送も実施した。
2013年にも5月27日と6月3日に「月曜ゴールデン」枠で『2013年2時間スペシャル〜前後編』が放送された。
2014年秋も新作スペシャルの収録が予定されていたが、大吉役の宇津井が死去したために、大吉が急逝した後の岡倉家を描いた『2015年2時間スペシャル〜前後編』が2015年2月16日と2月23日に放送された。
2016年9月18日と9月19日に、中華料理店「幸楽」を再改装する小島家を描く『二夜連続特別企画 渡る世間は鬼ばかり』が放送された。最終シリーズ以降に放送された単発スペシャルはいずれも前後編を2週に分けて放送したが、初めて2夜連続の放送で、初めて日曜日に放送された。テーマソングに歌詞がつき、天童よしみが歌った。
2017年以降の3年間は敬老の日（2017年9月18日、2018年9月17日、2019年9月16日）に3時間スペシャルが放送された。2021年にも放送される筈だったが、橋田が同年4月4日に死去したため、実現しなかった。

### 橋田の死去、そしてシリーズ完結
2020年1月の取材で橋田は「続編1本を約束している」としながらも、自身の年齢を理由に「確約はできない」と語っていた。その後、2021年に続編の台本をほぼ書き上げ、同年7月頃に撮影を開始する予定で、同年9月の敬老の日に放送する予定だったが、前述の通り橋田の死去により、最後に放送された2019年9月16日のスペシャルをもってシリーズの完結が正式に発表され、29年に及ぶシリーズの歴史に幕を下ろした。
2025年5月11日には橋田壽賀子の生誕100年を記念した企画としてBS-TBS18時30分 - 19時枠で『AI橋田壽賀子企画 渡る世間は鬼ばかり 番外編』を放送。橋田作品の特徴を学習したAIによる脚本で、「幸楽」を継いだ田口家を描く。

## シリーズの変遷
第1シリーズ
- 1990年10月11日 - 1991年9月26日（全48回、平均視聴率18.2%）

第2シリーズ
- 1993年4月15日 - 1994年3月31日（全49回、平均視聴率23.8%）
- 最終回（1994年3月31日）の関西地区での放送でシリーズ最高視聴率41%を記録。

第3シリーズ
- 1996年4月4日 - 1997年3月27日（全50回、平均視聴率26.6%）
- このシリーズでは、石井ふく子が脱税容疑で起訴されたため事実上謹慎。第1・第2シリーズで演出を担当していた井下靖央がプロデューサーを担当することになり、演出・プロデューサー両方を兼任していた回もあった。
- 最終回（1997年3月27日）の放送でシリーズ最高視聴率34.2%を記録。
- ドラマの中心的役割を担っていた山岡久乃のレギュラー出演最後のシリーズ。

第4シリーズ
- 1998年10月1日 - 1999年9月30日（全51回、平均視聴率24.7%）

第5シリーズ
- 2000年10月5日 - 2001年9月27日（全50回、平均視聴率24.3%）
- このシリーズからハイビジョン制作。

第6シリーズ
- 2002年4月4日 - 2003年3月27日（全51回、平均視聴率23.5%）

第7シリーズ
- 2004年4月1日 - 2005年3月31日（全51回、平均視聴率18.2%）
- 藤岡のレギュラー出演最後のシリーズ。

第8シリーズ
- 2006年4月6日 - 2007年3月29日（全50回、平均視聴率18.2%）

第9シリーズ
- 2008年4月3日 - 2009年3月26日（全49回、平均視聴率14.1%）

最終シリーズ
- 2010年10月14日 - 2011年9月29日（全47回、平均視聴率13.7%）
- 放送20周年を迎えるこのシリーズをもって連続ドラマとしては終了することになり、「最終シリーズ」という表記が追加されている。

藤岡琢也（第7シリーズ最終話）、杉山とく子（第7シリーズ第6話）、森光子（第9シリーズ）、淡島千景・京唄子（最終シリーズ）、河内桃子（第3シリーズ）、坂口良子（2012年）、赤木春恵（2013年）などこの作品が遺作となった出演者は多い。

## 特徴
4クールの長期放送
この番組は1シリーズごとに1年間のシリーズを組む大河シリーズとして放送され続けてきた。1963年から続くNHKの大河ドラマや、1970年代のホームドラマ『肝っ玉かあさん』、『ありがとう』（プロデューサーは石井ふく子）などがあるが、近年（平成になってから）では珍しい。1980年代に橋田が3本の大河ドラマ（『おんな太閤記』、『いのち』、『春日局』）の脚本を書き高い視聴率を取った結果、確固としたテーマ設定があれば長期放送でも十分視聴率を確保できる見通しがあった。
キャスティング
ナレーションは石坂浩二が担当している。なお石坂は、第1シリーズの最終回に特別出演している。
サブタイトルなし
各家族に設定されたテーマ
主人公の岡倉節子（山岡久乃）が登場していた初期のシリーズでは、5人の娘それぞれの家族にテーマが設定され、節子の行動的な性格もあり基本節子が視聴者目線で岡倉姉妹の家庭に訪れる場面が多く物語がほぼ均一に近い時間配分で展開されていた。また、娘の婚家と実家のそれぞれの親が対立するシーンがあった。しかし、山岡降板後の第4シリーズからは中心的役割が小島五月や岡倉大吉に移り基本各家庭の姑達にやり込まれる大吉の性格上実家対婚家の構図が崩れ、節子ほど岡倉姉妹の各家庭に訪れることがないためそれに代わり親子問題、教育問題が扱われることが多くなった。幸楽でも聖子が加わって以降小島キミの性格も理不尽な態度の描写がさらに増えていき単純な嫁いびりだけの話が多くなった。しかし、第8シリーズから赤木が一時降板し、代わりに久子が復帰した以降は嫁いびりの話も徐々に減っていき聖子の性格も第9シリーズ以降は大人しい性格になっている。それに反して主役の小島五月の性格も姑や小姑の登場の減少や貴子がレギュラーになってからは高飛車な部分も見せている。また、愛も（キミや久子や邦子のように五月姉妹や大吉に横暴な態度はほとんど取らないが）幸楽の経理事情や跡継ぎ問題、貴子や誠に対しては高飛車な態度を取っていき気性の激しい性格に変化している。五月の嫁の貴子も第9シリーズは明るく愛想のいい性格で五月との関係も序盤は五月に拒絶され不仲であり中盤から良好な関係に落ちついていたが第10シリーズ以降は穏やかで愛想のいい部分も時々見られるが父親の病状のこともあり基本根暗で被害者意識が強い性格になっていき、五月との関係も今度は貴子の方から拒絶される場面が多くなり眞と結婚して以降もその状態が続き同時に自己中心的でわがままな面も増えていき、五月からも再び嫌悪感を持たれ両者の関係が悪化していき五月と貴子の『嫁姑問題』のエピソードが増えていき争いの内容も五月とキミの争いと違いどちらにも非があるように描かれている。野々下加津も第9シリーズ以降は以前と比べると口数が少なくなり影が薄くなっていて、第10シリーズは事実上レギュラー降板しイレギュラーの形での登場となった。小島家でのエピソードも「眞の結婚問題」、「愛と誠夫婦」、「おやじバンド」のエピソードがほぼメインになっていて小姑達のトラブルや嫁いびりのエピソードは減っている。物語全体的には「岡倉大吉とおかくらと本間家」「小島家とその周辺の人々」がほぼ物語のメイン、野田家が準メインとなっており、その他の家族（文子、葉子）はほぼサブ的要素となっている。2015年からはそれまで物語の社交場の中心的役割を担っていた岡倉大吉が不在になり、主要な登場人物も以前ほど岡倉の店に出入りする機会が減っていき（2017年の五月曰く「おかくらは日向子の代になってから行きづらくなった」）、日向子の母親の本間長子を除けば岡倉姉妹の相談事を聴く役割も姉妹間やそれぞれの家庭内だけでとどまる場面が増えてきている。
長ぜりふ
1回の台詞が長いことで有名である。台本の見開き1ページが丸々1回の台詞ということも多い。その長い台詞が終わるまで周囲の人物は相槌をほとんど打たないなど、不自然さを指摘する声もある。
一人あたりの台詞が長く、相槌が極端に少ない理由は、このドラマの主な視聴者が主婦層であり、放映時間が夕食の後片付けの時間帯と重なるという理由で、テレビ画面から目を離しても、音声だけでドラマの展開が分かるようにとの配慮（ラジオドラマ化）であると岸田敏志がラジオ番組で打ち明けている。本来は台詞と台詞の間や、登場人物の表情の動きなどはト書き（前述で表現されるべき部分の指示）で説明されることが多く、また台詞も演出や台本へのト書きの書き入れなど制作工程上の理由から、1本につき2行前後で収めるのが原則である。
リアルタイムの年月の流れ
ドラマの中の時間は放送日の数日前から当日までで、その時期に応じた季節の話題、行事を取り上げることが多い。しかし、脚本自体は数か月前には書き終えられているので、最新の話題が取り上げられるわけではない。
登場人物の多さ
シリーズを重ねるたびに登場人物が増えている。新しい出演者はゲスト出演ではなく、新レギュラーとして加わることが多く、それがレギュラー陣肥大化の原因となっている（特に「小島家とその周辺の人々」が多い）。
多い自営業、少ない会社員
ホームドラマで会社員を描いても面白くないために、大きな会社の事務室のシーンは少ない。そのため、第1シリーズでは、サラリーマンであった、岡倉大吉・野田良・高橋亨の3人は次々に脱サラし、レギュラー陣の職業もほとんどが小規模の自営業（商店）となっている。“会社員はつまらない” “定年後はすることがない” “手に職があれば食いっぱぐれがない”ということが役者の台詞として繰り返し主張される。
臨終シーンの少なさ
長期間に渡って放送されているため、岡倉節子や遠山昌之、高橋年子など故人となった登場人物も少なくないが、小島幸吉のように病に倒れるシーンはあるものの、多くは新シリーズ第1回で亡くなったことが台詞などで説明され、以後は遺影や回想などでの登場すらほとんどなくなる。また、秋葉時枝のように亡くなったことが本編で語られないまま、死亡したという設定にされているケースもある（この場合は、公式サイトの家系図に「死亡」と記されたのみとなっている）。
出演者のスケジュール調整
ベテランの出演が多いため、スケジュール調整が困難を極めることが多い。ストーリー上、不自然な設定がされ特定者が数か月出演しないことがしばしばあり、場合によっては降板により登場人物が死亡と設定されることもある。また、野々下隆に至っては名字が変わる度に演者が異なっている（元々第1 - 2シリーズに登場する邦子の子供自体も隆とミカではなく豊と忠という兄弟であり邦子が小島家に移住した単発スペシャル2作目から設定変更されている）。山辺や岩渕が降板して以降その後のシリーズや単発にも再登場をしていないケースもある。また、泉とえなりは2016年以降出演はしても同じ場面に登場することはほとんどなくなり一時期週刊誌やテレビニュースでも取り上げられるほど話題になっていた。理由はえなりの泉に対しての共演拒否（えなりが発疹が出るといいドラマを降板したいと訴えたほど）と子供時代からのえなりの母親と泉の不仲は橋田や関係者が語っている。だが、石井は同じ場面に立たないのはストーリーの展開上の演出と言っていて2020年は眞夫婦と五月の嫁姑バトルを主軸にストーリーを展開していくと話していた。橋田も「嫌いな役者は作中で出張させたり死なせたりしていました…」と『週刊新潮』で発言をしたこともあった。

## 登場する店・会社
幸楽（全作で登場。第2シリーズで改築、2016年増床）
五月の嫁ぎ先の中華料理店。ラーメン600円、餃子400円。1では幸楽の2Fがキミ夫婦の自宅で、勇夫妻の住居は裏手にあった。最終回で等価交換に応じ、新築ビルになるが、調理器具や家具は自己負担。2階は小島家の居住スペース。大（4LDK）小（3DK）あり、大は勇家で、小は山下家→邦子家（立石家）→田島家となっている。両家の間には共同玄関と共用居間がある。3階以上は企業事務所やマンションとなっており田口家が3階に部屋を借りている。チラシやHPはケータリングも含めて加津が作成していた。
おかくら（第1シリーズでは岡倉家ダイニング。第3シリーズで改装して開業）
大吉の経営するお食事処。第2シリーズから山口商事のテナントビル内に開業するも、政子の事業失敗と葉子の機転で岡倉家に移店する。壮太の父が社会復帰後は税理を彼に担当して貰っている。
曙橋商店街
- クニ化粧品店（第2シリーズ）

邦子が経営する5坪強の花王ソフィーナブランドの化粧品店。しかし、夫の製材場に行ってる間に久子に牛耳られてしまい乗っ取られ、久子が宝石商も始めるが偽物だったので返済のためあえなく閉店。幸楽の一角にあり、閉店後は喫茶店を経て洗濯代行屋になる。
- 健光ケータリングサービス→キュウケータリングサービス（第8シリーズ）

健治と光子が設立して久子が出資した後に倒産しかかった所を久子が乗っ取ったケータリング会社。光子の時はかなり厳しく、業績も光子が他社に回して久子を追い出そうとしていた。その後久子が乗っ取り、ホームパーティーや社内パーティーと言った小規模なケータリングを中心として続ける。ケータリングの接客係は吉野杏子が集めた東大生が中心。野田家も依頼する。
- らくらく（第9シリーズ）

久子が経営する店で、アメリカでの生活を元に始めた洗濯代行屋。クリーニング師の資格を所持していたのでクニ化粧品店の跡地に出店起業した。健治がチェーン店で働いている。このことが久子と健治の復縁につながった。出店難癖付けた邦子が五月の一声で働くようになったがすぐに辞めてしまう。加津も働いていた。不況のあおりを受け閉店することになった。
- くるみ（第6シリーズ）

勇が通い詰めたバー。女将・里美と不倫関係になったと思われたが、実は美人局だった。後に女将は改心し勇や五月に謝罪し、郷土に帰る。
- 仲本寝具店

源太経営の店
- 愛オフィス

愛が起業したネットショッピングの会社。当初は別のマンションにあったが、闇金融から借金をしたため、キミが返済後は幸楽の自宅の玄関前の共同居間を仕事場にしていたが閉鎖。
- 曙橋信用金庫

幸楽と取引のある預金先の銀行。
遠山運輸（第2シリーズ）
遠山が築き上げた運輸業。実態は赤字だらけ借金経営だった。死後倒産。
TIH
亨が友人とハワイで居抜き出店で始めたホテル。現在は望が経営している。
FTトラベル（第5シリーズから）
文子の経営する富裕層をターゲットにした南米や南極中心の旅行代理店。（Fumiko Takahashi）からきている。TIH日本支社も兼ねており、ハワイへのツアーも行なっている。最終シリーズ序盤までは高橋家が事務所代わりとなっていたが、最終シリーズ第20話以降はテナントビルのロードサイド店舗に移っている。社員は金田も含め3人だったが、最終シリーズでは5人となった。後に亨が顧問に就任する。
本間クリニック（2016年から）
英作が開業した在宅医療・訪問医療専門のクリニック。英作と長子の住居も兼ねている。2017年から由紀も働いている。
花（2018年から）
弥生が近所のお年寄りたちの憩いの場所をつくるために始めた喫茶店。
かすみ監査法人（第10シリーズから）
眞が勤務する税理・会計事務所。元々は吉野家の手拭い屋の経理を担当していた。
菊屋（第7シリーズから）
麻布にある。キミや五月も知っている老舗和菓子店。みのりが奉公する。支店はサワが営んでいる。本店は康史が経営している。康文は和菓子協会の一員でおかくらの常連客でもあり、常子はこの和菓子のファンだと言う。
村上モータース
武志の勤務先の中古車販売・自動車修理工場で、ごはんやの配達車、あかりの移動販売車、良の庭師用の軽トラックなどもここで改造・納品している。
北原設備工業
隆の住込先の水道工事及びリフォーム会社。社長の北原はおかくらの常連客でもある。
おたふく（第1 - 2シリーズまで）
創業約50年。会社員時代の大吉がこの小料理屋に通ったことがきっかけで退職、修業を積んだ。女将が病気で倒れたのとドラ息子の借金返済により閉店。
ラ・メール（第2 - 4シリーズまで）
弥生が勤めたことのある高級フランス料理店。経営不振により大手チェーン会社に吸収合併され、格安ファミレス化となる。
ごはんや（第5 - 8シリーズ冒頭まで）
野田夫婦らが共同経営するご飯の製造・宅配サービス。第8シリーズで野田家の人間は全て退職している。おかくらと幸楽も主要取引先のひとつ
あさま（第2 - 4シリーズまで）
亨が5000万出資し、友人1名と宗方の3名で始めた自然食品店。何だかんだ文句言っていた文子も店を訪れた際に無農薬栽培と有機栽培すら分からない従業員の無能ぶりを見かねて経営に介入するようになる。従業員教育やチラシ作りは文子がやっている。文子が義母から300万借りて新聞広告を掲載する。亨との離婚後は慰謝料として文子が経営を引き継ぐものの、経営不振により廃業。その後、FTトラベル設立する。
本間病院（第8シリーズまで)
常子が院長を務めていた産婦人科・不妊治療の専門病院。由紀夫婦が継いだものの、常子や由紀のワガママぶりが祟り、伸彦と不仲になり、杜撰な経営により陥り倒産。伸彦も経理面は疎いので離婚後は退職し、大学病院で勤務したものの、折り合いが悪く、勤務医として復帰する。英作は産婦人科医は務まらないと辞退し、伸彦に一任している。
北川保育園（第7 - 10シリーズ）
弥生がボランティアで勤めていた保育園。勇気が以前通っていた。2016年で、北川家の相続の問題から閉園したことが語られた。
田口宅食サービス（第8 - 9シリーズ）
誠が結婚後経営する高齢者や障害者に病人食を配達するサービス会社。元々は光子も参入を考えていた。起業は健治のケータリング会社同日。不況の影響により、吸収合併された上に合理化を追求し過ぎる経営方針に変わったため、退職。その後、誠は、「幸楽」の3代目店主になった。
大井精機（第9シリーズ）
大井道隆が経営していた会社。25年の歴史がある。技術力と相反して株価が安価だったために海外ファンドに株を買い占められて買収される。これにより会社は破綻し、大井夫婦は離婚し、父娘は中国企業からのオファーにより中国行きを決める。
神林クリニック（第7 - 最終シリーズ）
神林が院長を務める高齢者向けの診療所。常子が患者の相手をしている他、英作が訪問診療を行っている。神林の死後、家が売却されることになり、診療所を閉めた。なお、医療機器は英作が譲り受け、訪問診療を続けた。
成田商事（第1シリーズ）
健治の友人経営の不動産業と貸金業。アコギな商売をしており、健治に1500万貸していて、幸吉の遺産目当てだったが、五月が500万、幸楽が1000万を負担して返済した。その後の動向は不明。
山口商事（第1シリーズ - )
山口太郎・政子親子の企業。不動産業とスーパーマーケット経営と輸入業が主体。不況の煽りで不動産業は撤退。おかくらもテナントとして入居していた。
NAOエンタープライズ
宗方経営の企業。不動産業と中古車販売が中心。葉子にマンションの内装設計依頼をする。大原も独立前はここで勤務していた。
岡倉設計事務所（第3 - 4シリーズ）
葉子の自宅兼個人設計事務所。
ブルースカイ
歌舞伎町にあるホストクラブ。店自体は大きくないが売り上げはトップクラスの店舗。森山が働いていた他、キュウケータリングの利用客のマダムの行きつけの店。
ふじや
吉野家の実家である浅草で由緒ある日本手ぬぐい店。経理や税理はかすみ監査法人に依頼している。

## あらすじ
お食事処「おかくら」を経営する岡倉大吉・節子夫婦には5人の娘がいる。上から順に、3月生まれの弥生、5月生まれの五月、7月生まれの文子、8月生まれの葉子、9月生まれの長子。弥生は夫や子供達に手を焼き、五月は姑や小姑からのいびりに悩まされ、文子は病気の姑の面倒を見た後離婚・復縁、葉子は仕事優先でなかなか男性と落ち着かず、末娘の長子は口うるさい姑にも好き放題言い返す奔放な性格。この5人が次から次へと悩みを抱えては大吉の元に相談に来る。妻の節子を亡くして以来、1人で娘達の世話に追われている大吉であるが、ぶつぶつ文句を言いながらも実は娘達が大好きでなかなか子離れができない面もある。また逆に娘達も父親が大好きでお互い忙しい時間を割いて岡倉家に集まっては一緒に食事をしたりするほどの仲。そしてそれぞれ不満を抱えながらも、自分の家族も大切にしているのである。

### 第1シリーズ
岡倉夫婦（シリーズテーマ「サラリーマンの退職後」）
大吉は親会社を定年退職後、子会社の重役になる。しかしその境遇に不満を持ち、人に使われない生活を夢見ている。しかし、妻の節子には大吉の不満は理解できず、このままサラリーマン生活を続けていくことを願っている。五月の遺産相続問題で退職金が必要になり、大吉は会社を辞める。そして、通い慣れた小さな小料理屋の板前になる。節子は大吉の夢が理解できずなおさら不満が募る。
弥生（シリーズテーマ「専業主婦の自立、老人介護」）
弥生は長年専業主婦をつとめていたが、夫の良は仕事人間であり、二人の子供は自立しつつあり、家で孤独を味わっている。ふとしたことで結婚前にやっていた看護師の仕事に戻ることを決心する。しかし、良も子供たちも仕事に就くという弥生の気持ちが理解できず、日々の暮らしが変わることに文句を言う。半年後、大阪の長男夫婦宅に住む姑のハナが倒れ半身麻痺になる。弥生は看護師を辞めてハナを野田家に引き取り自分で介護をすることに決める。
五月（シリーズテーマ「遺産相続」）
五月の舅・幸吉が急に死去する。遺言状がないため、嫁いだ妹たちは財産を等分することを主張する。しかし、土地の評価価格は高いものの貯金もないために、実際に分けるには店を売却するしか方法がない。姑のキミは夫と築いた店を続けていくことにこだわる。そのことがあって五月とキミの姑嫁の仲は、一時的に良好になった。しかし、妹たちは納得せず次々と問題を持ち込んでくる。
文子（シリーズテーマ「共働き夫婦の子育てと親との関係」）
文子は食品会社で研究職に勤務するキャリアウーマン。職種こそ違うものの同じ会社に勤務する夫の亨以上の仕事をしていた。そのため子育ての時間がとれない。それを姑の年子はいつも厳しく批判した。しかし、問題が続出し離婚問題にまで発展する。
葉子（シリーズテーマ「結婚の条件」）
葉子はハワイで暮らしている間に裕福な家の御曹司である太郎と交際していた。しかし、婚家に縛られる生活を嫌い、結婚後も職業を持ち続けたいと考える葉子は太郎との結婚に疑問を持つ。日本に帰り働き始めた葉子はそこで竹原洋次と知り合う。財産もない三男坊の洋次だったが、仕事上の夢を共有できる洋次は太郎以上の相手に見えてくる。葉子は洋次と結婚することを選択し、ハワイへ移住する。
長子（シリーズテーマ「就職と結婚」）
長子は大学卒業を控えている。大吉節子夫婦は葉子か長子が岡倉家に残ってくれると信じているが、長子には全くその気はない。大学卒業後は一流銀行に就職。大学時代から交際していた加納竜一と結婚の約束もしていたが、同期入行した女性に奪われ失恋。交通事故に遭い、その加害者遠山昌之と知り合う。昌之には死別した妻との間に子供がいた。しかし、長子は次第に昌之に惹かれていき、結婚を決意する。大吉夫婦は子連れの昌之との結婚に大反対する。

### 第2シリーズ
岡倉夫婦（シリーズテーマ「おかくら開店」）
大吉は調理師試験を受けて、将来は自分の店を出したいと考えている。しかし、妻の節子は事業の失敗を心配して賛成しない。試験に不合格になったことを内心喜ぶ。大吉の勤める「おたふく」が借金のため閉店し、大吉は失業する。しかし、調理師試験に合格後、山口政子の援助を受けて念願の小料理屋「おかくら」を開店する。最初は絶対に協力しないと言った節子だが、開店すると甲斐甲斐しく女将として振る舞うようになる。
野田家（シリーズテーマ「夫の単身赴任」）
弥生の夫、良が突然いわきへ転勤になる。身体の不自由な姑をかかえ、子供たちの学校の問題もあるため、弥生は良に単身赴任を要求する。今まで専業主婦の弥生に全てを頼っていた良は不安を隠せない。弥生はこれをきっかけに夫との新しい関係を築けるのではないかと期待する。また娘のあかりは、弥生のような平凡な主婦になるのは嫌、女優になりたいと言い、家を出て行く。
幸楽（シリーズテーマ「姑との同居、小姑との同居」）
幸楽の店舗が古い木造から鉄筋のビルに変わる。2階は3世代2世帯が住める広い住居になる。五月は姑・キミと完全同居し、小姑の久子家族とも同居することになる。幸楽の前に邦子が化粧品店を開く。キミは何かと久子や邦子の子供たちを可愛がる。そして愛や眞には孫は平等であるべきだと辛くあたる。五月は子供たちの将来を守るため、キミに逆らうようになる。
高橋家（シリーズテーマ「夫の脱サラ、親との同居」）
夫の亨が会社の処遇に不満を持ち、脱サラを図る。そのためにマンションを売り、母親の年子と同居すると言い出す。同居当初は、年子が息子の望を過保護に扱ったりなど問題が発生したが、文子が亨に関する不満や自分の考えを年子にぶつけたことが逆に年子に好感を持たれ「親は親の生活を、子供は子供の生活」との希望に協力してもらえる。当初、亨が始めた自然食品販売店経営に反対していた文子だったが、ひょんなことから亨の店を手伝うことになり、その甲斐あって軌道に乗り始める。
葉子（シリーズテーマ「仕事か結婚か」）
ハワイで暮らしていた葉子は洋次に捨てられ、失意のうちに帰国し岡倉家へ戻る。葉子との結婚を諦め一度は結婚した山口太郎も、やはり離婚していた。政子は二人を別れさせたことを後悔し、葉子を太郎の嫁にと望む。太郎も葉子が結婚後も仕事をすることに理解を示すが、葉子は結婚よりも仕事に打ち込む生活を選ぶ。
長子（シリーズテーマ「バツイチの結婚」）
長子の夫遠山昌之が、連れ子の遊を残して突然死ぬ。昌之の兄から遺産相続放棄をさせられ、遠山家を追い出されてしまう。路頭に迷った長子は岡倉家に戻り、夫の主治医であった本間英作の口利きで病院の医院長秘書に就職。英作は長子に惹かれるが、母の常子は強引に病院長の娘との縁談を進める。長子は、引き取られた福島県の昌之の兄の家から家出し岡倉家を訪ねて来た遊を保護。冷遇の末、施設に送られそうになった遊を引き取り育てる決意をしていた。英作は結婚式の当日、式場から逃げ出して長子に結婚を申し込む。遊は長崎県雲仙で女将として温泉旅館を切盛りする、裕福で心優しい伯母（昌之の先妻の姉）に引き取られる。

### 秋のスペシャル
大吉の店は、節子の手伝いもあり軌道に乗り出した。長子と英作の結婚式が近づき、葉子もニューヨークから帰国した。しかし、当の長子の表情は冴えない。聞けば「英作との結婚を考え直したい」という。英作の母・常子が長子のことをお手伝い代わりと見ているというのだ。娘のわがままに呆れた節子は、嫁としての自覚を促すが、その気持ちは長子には伝わらない。一方、五月は店を休み、勇と式に出席するのを楽しみにしていた。しかし勇は「店は休めない」と言うし、キミも式の当日に、大量の弁当を受注してしまっている。なんとか夫を説得した五月だが、キミは店を休むことに大反対し、ついに仙台に住む娘・邦子の元へ家出してしまう。

### 年末スペシャル
大吉と節子は小料理屋を営みながら夫婦水入らずの生活を送っていた。二人の41回目の結婚記念日を祝うため、久しぶりに五人の娘が集まることになった。五女の長子は臨月の体での里帰りで、姑と折り合いが合わずにお産が済むまで滞在すると告げる。一方、幸楽へ嫁いだ次女・五月も小姑の邦子が仙台から上京し一緒に住むと言い出したため悩んでいた。5人の娘たちはそれぞれに悩みを抱えてはいたが、自分たちの家族の大切さを再確認し、新しい生活の一歩を踏み出していく。

### 第3シリーズ
岡倉夫婦（シリーズテーマ「おかくら改装」）
山口政子の事業が失敗し、おかくらは閉店せざるをえなくなる。新店舗購入の資金もなく、大吉は商売を諦める。しかし、葉子が自宅を改装して住宅地にある落ち着いた店としておかくらを再開することを提案する。改装の期間、大吉節子夫婦は暮らす場所を求めて娘たちの家を順番に訪れる。台所とリビングと和室を店舗用に改装し、新しいおかくらが開店する。
野田家（シリーズテーマ「娘の結婚」）
女子大を卒業したあかりは、単身赴任中の良の看病のため訪れたいわきで、梨農家の息子和夫と知り合う。弥生の反対にもかまわず、あかりは和夫と結婚する。いわきの工場が閉鎖されるのに伴い、良は東京へ戻ってくるが、仕事を持つ弥生とのすれ違いが目立つようになる。会社の再建のため、良は重役へと昇進する。一方武志は大学進学を嫌い、好きな仕事をしたいと自動車修理工になるため家を出て行く。
幸楽（シリーズテーマ「小姑との同居、小姑の不倫」）
五月は相変わらず姑のキミと、離婚して出戻ってきた邦子の機嫌を伺いながら生活している。小姑の久子家族は幸楽を辞めてアメリカ・ニューヨークへ移住した。邦子は子供には父親が必要だと考え、妻のある立石一茂と不倫関係に陥る。立石との再婚を目指した邦子だったが、立石は癌にかかり、結局は死亡する。
高橋家（シリーズテーマ「アルツハイマーの姑の介護」）
亨の母年子がアルツハイマーになる。文子は献身的に介護をするが、年子の状態は一向によくならない。
葉子（シリーズテーマ「二度目の婚約破棄」）
葉子はこれからは照明デザイナーよりも一級建築士の時代であると言い、資格取得に懸命になる。山口商事の業績悪化に伴い、山口太郎との婚約が破棄となる。
本間家（シリーズテーマ「嫁姑問題」）
長子は英作と結婚し、大阪の本間病院で暮らすが常子とうまくいかず離婚覚悟で東京に戻ってくる。英作との二人だけの生活が始まるが、なにかにつけ常子が現れて本間家の嫁の立場を説く。

### 第4シリーズ
幸楽（シリーズテーマ「小姑の再婚」）
眞はインターネットにのめりこみ、高校進学をしないと言い出す。久子家族が去った後には離婚した邦子家族が住んでいた。ところが、健治が久子と離婚して帰ってくる。邦子は生活のためクレーン車の免許を取得し働き始める。そこで離婚して一人暮らしの野々下と知り合い結婚する。母親に捨てられた野々下の娘の加津が現れる。野々下が引き取ることを邦子が拒否したため、五月夫婦が面倒を見ることになる。
野田家（シリーズテーマ「息子の結婚相手」）
武志は進学せず静岡県の自動車整備工場に就職する。そして既に妊娠している佐枝と結婚する。弥生夫婦は自分たちの孫でない子供が生まれることに失望する。しかし、佐枝の気だての良さに気付き二人の子供の出産を祝福する。一方、あかりは秋葉家で過酷な農作業に従事していた。夫の和夫は水耕栽培に農家としての夢を賭ける。その資金をタキが出資するという。
高橋家（シリーズテーマ「復縁」）
亨は自然食品の店をやめてハワイでホテル経営を始める。夫婦で協力し介護してきた年子は死去し、文子は亨と協議離婚する。しかし、望が起こす問題を文子一人では解決できない。そこへ亨の友人宗方が現れる。宗方は離婚した二人の仲を元に戻そうと画策する。望が別れた夫の亨と隠れて会っていることに文子は愕然とする。望の問題を話し合っていくうちに文子は亨ともう一度やりなおす気持ちになる。
葉子（シリーズテーマ「元婚約者との関係」）
葉子は太郎の妻・美智と会う。美智は二人の交際を非難するどころか、自分が山口家の嫁として不出来なことを詫びる。葉子は美智に自分の仕事を手伝うことで視野を広げることを提案する。
本間家（シリーズテーマ「姑の交際、跡継ぎ問題」）
長子は一人暮らしになった大吉を心配して一緒に暮らし始める。しかし、常子は英作を婿に取られたようで気持ちが納まらない。常子は神林と交際を始める。英作は母親が父親以外の男と付き合うことが許せずに悩む。常子は本間病院の跡継ぎとなるよう英作に何度なく強要していたが、妹の由紀が失恋を機に病院勤めをやめて本間病院に戻る。
おかくら（シリーズテーマ「節子の死」）
ニューヨーク旅行中の節子が現地で急死する。半年前に知り合った近所に住む節子の親友タキがおかくらを手伝うことになる。一人になった大吉は深夜急に気分が悪くなり救急車で病院に運ばれる。5人の子供たちはそれぞれ心配する。ハワイから珠子が大吉の70歳の古稀を祝うため帰国する。珠子はニューヨークから宛てた節子のメールを披露する。初期の頃はタキの図々しい態度に煙たがる五姉妹だったが次第に打ち解けて行く。

### 年末二時間特別企画
周平が聖子にプロポーズした。今まで聖子にお金を貢ぎ続けた周平はいい返事を期待したが、聖子は結婚を断る。何とか二人を結婚させようとしていたキミはそのことを知ってショックを受ける。どうしても心の整理がつかない周平は不注意からボヤ騒ぎを起こす。周平をかばう五月と聖子の肩を持つキミが徹底的に対立し始める。一方、英作の母・常子が、英作の妹・由紀のフィアンセ・伸彦を紹介するため上京、岡倉へやって来た。英作は2人が結婚すれば、自分の居場所がなくなってしまうと複雑な心境になる。

### 春の二時間スペシャル
五月の長女・愛が大学に進学することになった。キミは4年間も高い学費を払うことに不快感を示し、嫌味を言い出した。五月は愛の夢を叶えるため、お金のことでキミに迷惑をかけないと宣言し必死に戦った。一方、新婚の周平と聖子は部屋探しをしていたが、このことを聞いたキミは、以前邦子が使っていて現在は加津が使っている部屋に住むように提案する。一方、岡倉では、長子の長女・日向子の教育問題で家族がもめていた。近所の幼稚園に通わせるという長子と英作に対し、有名私立幼稚園に入れて英才教育を受けさせると張り切る常子。大吉は、長子と常子の言い争いにほとほとうんざりしていた。

### 第5シリーズ
幸楽
愛は親に隠れてコンパニオンのバイトを始める。そこで城代正則と知り合い交際を始める。最初は反対していた五月と勇であったが、勇が城代の父親に惚れ込んでしまい逆に愛に早く結婚するように勧めるまでになる。聖子はキミのご機嫌取りに励んでいたが、ある日銀行通帳と印鑑を渡された時に魔が差し、預金を引き出して逃亡する。
眞はインターネットにはまったまま高校進学に悩む。ネットで知り合ったサチに説得され高校受験を決心する。眞は従兄弟の隆と同時期に受験するが、隆は落ちてしまう。隆は荒れて野々下を父親として認めないという。邦子は全て眞と五月が悪いと罵る。隆は高校に進まずに水道工事屋になるというが邦子は外聞が悪く、それを許さない。加津は眞の同級生で、父親に捨てられた森山壮太が気になる。
野田家
良はリストラ担当重役として同僚社員の首切りを行う。そして自分自身も会社に辞表を出す（本人曰くリストラ担当として自分自身をリストラした）。あかりは妊娠し病院に入るが、姑の満枝に甘えていると嫌味を言われる。出産を終えたあかりは息子勇気を連れて東京に戻る。水耕栽培の夢を捨てた和夫を許せず、離婚を決意する。
高橋家
文子は旅行代理店を開くために資格を取ろうとする。努力の結果、旅行業務取扱主任となった文子は望を大吉に預けて南米に視察旅行に出かける。亨は文子が旅行代理店を始めることに反対する。
葉子
葉子のところには太郎の母政子が押し掛けてきて同居する。太郎の嫁の美智と顔を合わせたくないからである。政子はお気に入りの宗方を葉子と結婚させて、3人で暮らすことを望んだ。一方、葉子はタキの息子久光に惹かれていく。
本間家
英作は妹夫婦が大阪の本間病院を継いだことで自分の不甲斐なさに悩む。由紀夫婦と暮らしていた常子が折り合いが合わずに東京に出てくる。一度は由紀と和解し大阪に戻るが、今度は由紀が常子とは一緒に暮らせないので病院を出て行くと長子夫婦のところに相談に来る。
おかくら
おかくらにタキの息子の青山久光が現れる。インドで絵を描いてきたというので、おかくらの店舗で個展を開く。タキは久光と葉子の結婚を危ぶみ、二人の結婚を阻止する。

### 第6シリーズ
幸楽
五月のところへ健治が結婚するといって光子を連れてくる。やり手の光子は幸楽の弁当販売の得意先を増やし始める。眞と加津は行方不明になった森山壮太を見つけ出し、大吉に身の振り方を依頼する。
野田家
あかりは息子の勇気と二人で自立して生活するために、おむすびの移動販売を考える。元夫の和夫が現れて復縁を願うが頑として聞き入れない。良と弥生のごはんやは順調に営業していたが、突然良は経営困難になっている会社の女社長の手伝いをすると言って仙台へ行ってしまう。二人の仲を心配した良の母ハナは自ら説得して連れ帰ると仙台へ旅立つ。
ニューヨークから健治と久子の娘である加奈がやってきて幸楽をかき回す。久子の境遇が心配になったキミは単身ニューヨークに渡る。そして小さな喫茶店を開く開店資金として2000万円を渡す。それに不満を持った勇はバーのママ里美の元に毎晩通い続け、仕事に手がつかなくなってしまう。
加津がインターネットに書いていた小説が認められ、単行本として出版される。大きな話題になり、幸楽にファンの客が押し寄せる。古い旅館で仲居をしている加津の母もその本を知り、加津と会うためにインターネットで連絡をとり始める。
愛はアナウンサーを目指し、城代に英語のレッスンを頼む。そして両親に内緒で放送局にADとしてアルバイトに行く。
高橋家
望が自分の娘にストーカーをしていると金田利子が訴えてきた。実は音大を目指す友人同士だった。突然家に駆け込み怪我を負わさせられる。怪我の功名それを機会に文子と利子は仲良くなる。
葉子
葉子はいまだに政子と暮らしている。仕事の関係上、宗方との付き合いはあるが結婚までは踏み込めない。仕事以外のことに時間を取られることがいやなのである。宗方もそれを理解しつつも、葉子にプロポーズする。太郎の妻美智は自分の存在が太郎の邪魔になると考え、離婚を申し出る。しかし、太郎も葉子もその必要はないと美智を説得する。葉子は宗方のプロポーズを断る決心をする。
本間家
英作は病院をやめて救急センターで働いていた。しかし、激務のため身体をこわし入院する。常子は日向子を本間病院の後継ぎにしようと教育熱を上げていたが、由紀の妊娠を知り手のひらを返すように日向子への関心をなくす。由紀の夫伸彦は、出産と子育てのために仕事ができなくなる由紀の代わりに自分の姉を本間病院に入れるという。しかし、由紀も常子もそれを伸彦の本間病院の乗っ取りと疑う。
おかくら
大吉は行くあてのない森山壮太をおかくらで雇う。タキは調理師免許の試験を受けて合格する。壮太の父がおかくらを訪ねて来て、高校を続けさせたいという。しかし、壮太は立派な板前になることが夢だと言って断る。

### 第7シリーズ
幸楽
眞は東大受験に失敗し、1年浪人をして再挑戦することを決意し、家族を説得する。
健治のケータリング事業が伸びていた。しかし、無理な営業がたたってか食中毒事件に巻き込まれる。
愛は銀行へ就職する。しかし勇から帰りが遅いと叱られ、そして一人暮らしをしたいと家を出て行く。しかし銀行の上司とのセクハラ事件に巻き込まれ窓口業務をはずされたことで希望をなくし銀行をやめる。インターネットを使ったホームページ製作の小さな会社を仲間と作るが開業の資金が用意できず倒産させる。失意の愛は城代正則との結婚を決断するが、城代は既に別の女性との結婚を決めていた。
加津は母親と連絡を取っていたことを野々下に知られる。加津の母みのりは旅館をやめて東京に移り、老舗の和菓子屋に住み込みではたらく。そしてそこの女主人に気に入られる。
キミは脳血栓を患い不自由な身体になる。一緒にリハビリをしようと久子がアメリカ・ニューヨークから迎えに来る。
眞は一浪で東大受験に合格する。
野田家
あかりの元へ和夫が訪れる。いわきの土地家屋は全て処分したので、これからは東京で一緒に暮らしたいという。しかし、あかりは固辞する。希望をなくし和夫は自殺を図る。孫の勇気が和夫を慕う姿を不憫に思い、弥生と良はごはんやで和夫を雇う。勇気が幼稚園に入りたいと願っていることを知り、和夫と弥生夫婦はあかりを説得するが、あかりは承知しない。やっとのことで勇気を幼稚園に入園させる。父親を慕う勇気を見ているうちに、いつしかあかりは和夫を許すようになる。あかりが和夫に復縁話を持ち出した時、和夫は自分の父親としての役目は終わったと言ってあかりのもとを去る。
高橋家
音大を目指しているはずの望は路上ライブをやっていた。文子は驚くが、望は大学へは行かずにプロのミュージシャンになると言い出す。
葉子
葉子は仕事の便宜上、宗方と付き合い続けていた。しかし、政子や宗方との関係を清算しようとした時、宗方の膵臓ガンが発見される。病気を隠し通すために葉子は宗方との結婚を決意する。葉子の努力の甲斐あって、宗方の手術は成功し全快する。しかし結婚したとたん、政子と宗方の嫁としての役割を求める無言の圧力を感じ、葉子は宗方との結婚を後悔する。
本間家
大阪から由紀がやってきて、伸彦とその姉が本間病院の経理を一手に握り、利益を持ち出して姉名義の新しい病院を作っていると訴える。そして由紀は伸彦との離婚を決意する。常子は行き場を失い、神林からの求婚を受けることを決める。英作はそれが面白くない。長子は婿同様の気分で岡倉家で小さくなっている英作のために近所に小さなマンションを借りる。
おかくら
おかくらに壮太の父が現れる。金持ちの会社経営者と再婚するので壮太を引き取りたいという。しかし、壮太は板前を続けたいと言って断る。葉子の結婚がとうとう決まり、岡倉の名前とおかくらの店を継ぐ者がなくなったため、大吉は意欲をなくし店を続けていくことを迷う。

### 第8シリーズ
幸楽（シリーズテーマ「小姑との確執」「小姑との同居」「娘の結婚」「息子の恋人」「加津の進路」）
姑キミの代わりに幸楽の経理を見ると言って、アメリカ・ニューヨークから小姑の久子が帰ってくる。健治夫婦はケータリング事業を独立させて幸楽を出て行く。しかし、久子は裏で資金を健治に渡し、ケータリング事業の乗っ取りと健治との復縁を画策する。愛は派遣の仕事で忙しい毎日だったが、そこで知り合った田口誠と結婚しすぐに妊娠する。眞は同級生の吉野杏子と仲良くなり、あちこちに遊びに出かけるようになる。そんな眞を加津は妬ましく思い、悩みを募らせる。
野田家（シリーズテーマ「夫婦の転職」「娘の再婚問題」）
良はごはんやでの仕事は終わったと言って、今後は自然を相手にできる庭師になるという。弥生もごはんやの仕事に疑問を持ち、ごはんやを辞め結婚前に看護師だったことを生かして保育園でボランティアを始める。あかりは息子勇気の保育園の友達はるかを通じて、その父親浅田和久と知り合う。お互いに子供を持つ親ということで、二人は好意を抱き始める。
高橋家（シリーズテーマ「息子との別居」）
息子の望がハワイの大学に転学すると言って、日本から出て行く。一人になった文子は寂しさのあまりアルコール依存症になって荒れた生活を送る。友人の金田はそれを心配し大吉に相談する。
大原家（葉子）（シリーズテーマ「二度目の離婚」「三度目の再婚」「初の妊娠」「子供の親権」）
宗方との生活に不満を持った葉子は離婚を決意する。そして、仕事仲間の若い大原透と暮らし始める。すぐに妊娠するが、離婚直後なので婚姻届を出すことができない。妊娠中にもかかわらず葉子は仕事三昧の生活を送り、周囲を心配させる。
本間家（シリーズテーマ「翻訳の仕事の辞職」「父親との仕事」「本間病院の倒産」）
長子は翻訳の仕事をやめて、おかくらを手伝う。大阪の本間病院の経営状況が悪化したため、常子は由紀に会いに大阪へ戻る。英作も東京の病院を辞めて本間病院の建て直しに奔走する。しかし、本間病院は倒産してしまう。倒産後、由紀は英作を頼って東京に移住する。
おかくら（シリーズテーマ「勉の辞職」「娘との仕事」「壮太の失踪」）
勉が結婚のためおかくらを去る。翻訳家としての才能に限界を感じた長子がおかくらを手伝い始める。壮太の父が再婚相手の死をきっかけに自殺を図る。壮太はリハビリ費用を稼ぐためおかくらを辞めて、ホストになる。

### 第9シリーズ
幸楽（シリーズテーマ「小姑の帰還」「小姑の事業」「息子の恋人」「娘婿の失業」）
眞は大井精機の社長令嬢・大井貴子を両親に紹介する。五月は社長令嬢という肩書きを気にして貴子に冷たく接していたが、彼女の人柄を気に入る。しかし大井精機は、金融危機の影響によりファンドに買収されることとなり、大井精機社長夫妻は離婚し、結局貴子も父と中国に渡ることになる。
勇は幼馴染の源太・哲也と再会し、ギターを弾いていた頃を思い出す。そして誠や典介も加わり、五月達に内緒で「おやじバンド」を結成する。そのことを知った愛が五月に言ってしまったものの「趣味とかやりたいことがあるのはいい」と賛成する。しかし、典介が海外転勤をしてしまう。
野田家（シリーズテーマ「娘の失踪」「息子夫婦との同居」）
あかりは恋人に会いにいくため、勇気を残して海外に旅立つ。そして入れ替わるように武志一家が同居することになる。しかし、武志は仕事がうまくいっていないようでほとんど家に戻らずにいた。そんな中、弥生夫婦は佐枝を大切にし、勇気と佐枝の息子・良武を平等に育てることを決心する。
高橋家（文子）（シリーズ「夫との離婚」）
望が突然ハワイから帰国する。望は亨に女性がいるかも知れないというのだが、文子は気にせずにいた。その後に帰国した亨にハワイに来るように言われ、ハワイの家に行って見るとそこには亨が雇ったメイドのナンシーがいた。それを見た文子は本当に本当の離婚を決意し、亨に望の全てを託した。
大原家（シリーズテーマ「三度目の離婚の危機」「夫の資格試験」）
葉子と透は想いのすれ違いから離婚の危機にさらされる。透が一級建築士の資格を取れなかったら別れるという。そんな中、透は姿を消してしまう。
本間家（シリーズテーマ「姑と旦那の病気」「姑との同居」「姑と娘の確執」「旦那の仕事」）
常子が突然脳卒中で倒れ、長子は昼間のおかくらを休んで看病をすることになる。さらに英作も病院で倒れ、脳外科の手術に参加できなくなる。長子は二人の看病をするために岡倉家を出て、一軒家を借りることに。偶然再会した神林に、家に来ないかと勧められ、5人で暮らすことに。それと同時に英作が神林クリニックから訪問医療を始めた。
おかくら（シリーズテーマ「大吉の想い人」）
大吉は店で酔い潰れた小宮怜子という女性を介抱する。大吉は怜子を気に行った様子で、その後も何度か会っていた。そんな中、長子に常子の看病させるために出した求人募集を見て怜子がやってくる。長子の反対を押し切り怜子を雇うことに。それから大吉と怜子はお互いに惹かれあっていき、再婚の話までに至り、弥生・文子・葉子・長子は賛成するが、五月は亡き母の節子の気持ちを考えてほしいと再婚に反対する。

### 最終シリーズ
幸楽（シリーズテーマ「小姑との同居」「小姑の事業」「息子の婚約者」「幸楽の後継者」「姑の帰還」）
典介がインドから帰国し勇たちは、おやじバンドを再開する。そして加津の働きによって、おやじバンドがメジャーデビューすることになる。誠は愛の尻に敷かれ、ラーメン屋の屋台を閉めることにする。誠は、勇によって三代目の幸楽の主人になる。そして新しい幸楽ラーメン、幸楽ソースなどの商品を発明する。おやじバンドの影響で、幸楽は行列のできる店となる。
加津は幸楽を出て行き、父親・長太と暮らすことになる。
誠は工事現場で働いてる貴子を見つけ、眞に教える。貴子の父・道隆が脳梗塞で倒れ、二人で中国から戻ってきた。眞は貴子と縒りを戻すことにするが、貴子は今でも眞に好意を抱いているものの、病気の父親を抱える自分が眞の重荷になると気にして、その気ではなかった。眞が働いている監査事務所の先輩・長谷部力矢は、眞を祖母・マキに会わせたいと言ってマキと会うことになる。マキは勘違いして力矢の妹・まひると眞が付き合っていると思い、幸楽に向かい、五月や勇と会うことになる。
久子は長太と離婚した邦子とともにインターネットで幸楽の餃子を売ることにする。やがて、規模を大きくするため工場を作ると勇や五月に相談をする久子。1000万円が必要となり、その借金の担保として幸楽の名義にすることを頼み込む。このことに愛は猛反対。
やがて、キミが日本に帰りたいと言っていることを聞いた久子は、キミのために中古マンションを買いリフォームすると五月や勇に相談をする。五月は姑・キミが帰って来ることに不安を抱いていた。しかし、キミは本当は幸楽に帰りたいと言っていることを知った久子は勇や五月にまた相談する。五月は不安を抱きつつ、キミのためにキミの部屋をリフォームしてもらうことを決意する。やがて、キミが加奈に付き添われて幸楽へ帰ってくる。そして、最終的にキミは幸楽で暮らすことになる。さらに、眞も壮太とまひるの強い後押しもあり、貴子との結婚に至る。
野田家（シリーズテーマ「血の繋がりのない家族との暮らし」）
弥生は医療事務の資格を持ち、病院に勤務したまま家事をおろそかにしている嫁・佐枝のことが気に入らない。弥生は良に佐枝を働かした自分に後悔しているという。やがて、弥生は北川保育園で再び働き始める。正月、浜松にいる武志が佐枝と離婚してほしいと頼みに来る。良は武志とは疎遠になる。そして武志は姉・あかりに会いに行くため、再婚相手と共に海外へ旅立つ。その後、弥生は北川保育園に入園し、母親が迎えに来ないという竹下春菜の面倒を見ることに。春菜は武志と佐枝の離婚が原因で情緒不安定になっていた良武の心を開く人物になった。春菜の母親・美雨を見つけた弥生。良は美雨を庭師として共に働かないかと誘う。勇気の友達・篤の母親が亡くなり、弥生と良は篤の里親となり、篤を引き取ることになる。
文子（高橋家）（シリーズテーマ「元夫の病気」「元夫との仕事」）
文子は、相変わらず旅行会社で忙しい思いをしていた。そんな中、典介と共にインドから帰国した利子が再び旅行会社で働きだす。その後、旅行会社を大きなオフィスの一角に置くことにする。そんな中、肺癌で一年の余命宣告された亨が帰って来る。再婚相手のナンシーの家族がハワイのホテルの経営に口出ししてきたのが嫌になり、ハワイに一人望をおいたまま、一人で帰ってきた。文子は、良い妻になれなかった罪滅ぼしとして亨を介抱することに。やがて、亨の病気は誤診だったことが分かる。文子は、亨と縒りを戻さないまま、旅行会社の社員には元夫婦だということは内緒という条件で、亨を旅行会社の顧問として働かせることにする。
大原家（シリーズテーマ「二度目の妊娠」）
葉子も透も、設計の仕事で忙しい思いをしていた。そんな中、葉子が双子を妊娠していることが分かる。葉子には仕事をしないようにしていたが、葉子は軽いうつ状態になってしまう。やがて、葉子は大事を取って早めに入院することに。葉子は双子を帝王切開で出産する。
本間家（シリーズテーマ「姑の老後」「娘の進路」）
神林が亡くなり、常子は孤独な思いをしていた。神林の籍に入っていない常子は、相続権などの問題で長子、英作、日向子と共に神林の自宅を追い出されることになる。おかくらの近くのマンションに住むことになる。長子は再度おかくらで働き始める。そして日向子は、高校には行かず、壮太のような板前になると言い出す。英作は賛成するものの、長子は大学を卒業するまでは駄目だと反対する。
おかくら（シリーズテーマ「孫の婚約者」）
大吉が80歳の誕生日を迎えることになる。大吉は板前になる日向子を応援するが、長子と意見が合わず喧嘩をしてしまう。大吉は五月からのお願いで貴子をおかくらの従業員として働かせる。壮太は貴子の父・道隆のリハビリを手伝うことに。

### ただいま!!2週連続スペシャル
キミが「幸楽」で転倒し、足を骨折。キミは店に出られないなら「幸楽」にいる意味はないと言って、久子たちのマンションで暮らすことになるが、久子たちは仕事が忙しいとキミの面倒を見ようとせず、勇がキミの暮らしの世話やリハビリに付き添うことになる。
岡倉では、壮太と婚約したまひるが夜の店を手伝っていた。そんな中、まひるの母・里子が上京してくる。里子はまひるたちの祖母・マキが余命宣告されたことから、壮太とまひるが将来、長谷部家が営む有馬の旅館を継ぐ意志に変わりはないのならば、マキが健在のうちに結婚式だけでも挙げてくれないかと言う。まひる・壮太とともに力矢も彼女である金沢育美にプロポーズし、二組同時に結婚式を挙げることになった。
同じ頃、望もハワイでルリと結婚することになり、ハワイから帰国し、大吉や弥生たちを訪ね、結婚の報告をする。

### 2013年
文子・亨の3度目の結婚と眞・貴子の離婚騒動。

### 2015年
岡倉大吉が心筋梗塞で他界した後暫くして、遺産相続について話し合うために姉妹が集まる。大吉には約1億円の遺産があった。遺産は大吉と共に暮してきた長子が1人で相続すべきであると考えていた弥生、五月、文子、葉子の4人は相続権を放棄するつもりでいたが、長子は「おかくら」を閉めるつもりになっていた。だが最終的に、板前になる夢を持つ日向子のために「おかくら」は存続させることになり、「株式会社岡倉」を設立し、姉妹たちは株主としてそれぞれの相続分を投資するという形をとることになった。

### 2016年
幸楽が店を改装をすることになった。勇の後を継ぐ誠と愛が、使わなくなった住居部分を客席にして店を大きくするというもので、勇は理解を示すが、何の相談もなく勝手に店のことを決められた事後承諾に五月は激怒する。だが、愛はすでに2人が一ヶ月の工事中の間に暮らすマンションを手配しており、更に働きづめであった勇と五月に30万円の小遣いを用意していた。結果的に五月は渋々承諾するが、工事の間、勇はおやじバンドの活動ができると喜び、五月をマンションに残してさっさと練習に出かけてしまう。家族からも見放され、気軽に話せる友達もおらず、孤立してしまった五月は、様々な所を勝手に訪ねて世話を焼こうとするが全て裏目に出てしまい、勇には「余計なことはするな」と釘を刺される始末。そんな中、おやじバンドが原因で愛と夫婦喧嘩になった誠が「離婚する」と宣言して行方不明となってしまう。

### 2017年
五月たち姉妹は「おかくら」の利益配当金である一人100万円の使い道を思案する。一方、貴子が「子育てに疲れた」と置手紙をし、家出。香を連れて働く眞を見かねた愛が香の面倒を見るが、五月は「貴子とは離婚すべきだ」と譲らない。その頃、自宅で世話をしていた子どもたちが成長して手を離れた弥生と、在宅医療で忙しい英作とすれ違いの毎日を送る長子は寂しさを感じていた他、由紀が紀彦のアメリカ留学を機に英作の訪問医療の手伝いをするために上京。弥生は自宅に喫茶店を開業したいとのことで葉子に設計依頼をし、文子は100万円で姉妹5人でグアム旅行に行くことを提案。親父バンドはメンバーの川上哲也が死去したため、活動休止していたが、妻・華江（天童よしみ）が参加したいと言うことで続けることになる。

### 2018年
勇が階段から転げ落ちて大怪我を負いしばらく幸楽を休み入院することになった。勇がいなくなった幸楽を支えようと五月は気丈にふるまうが、愛と誠夫婦ら従業員から勇に付き添うように言われ、五月は勇の看護に専念することになる。貴子に眞が遺産相続の権利を放棄して愛に五月や勇の面倒をみて貰えるようにと懇願され困惑する。一方、五月はおやじバンドに一人入れて欲しいと弥生に頼まれる。弥生は、高齢者たちに憩いの場を提供しようとボランティア活動に励む。葉子は一級建築士として活躍する最中、透が取引していた建設会社が破産宣告され暗雲が立ち込める。

### 2019年
キミの四十九日法要が営まれる中、老人ホームの顧問弁護士の末永（松村雄基）がキミの遺言書を携え訪ねて来て、そこにはキミの遺産を五月に譲ることが書かれていた。久子や邦子へは生前贈与と言う旨が伝えられており、特に久子には健治の借金1500万に久子の借金500万、アメリカでの喫茶店開業資金2000万贈与されているほか、餃子工場やマンション購入資金も幸楽から出ており、老人ホームの費用も勇が出していたのでクレームは付いたものの、概ね納得で悶着はなかった。また、日向子に、常連客の藤川昇（小野塚勇人）がプロポーズする。

## 登場人物
岡倉大吉
岡倉節子
野田弥生
小島五月
岡倉文子
大原葉子
本間長子
岡倉家以外は

## スタッフ
- 作 - 橋田壽賀子
- 音楽 - 羽田健太郎
- ナレーション - 石坂浩二
- 歌 - 天童よしみ「人生讃歌 〜渡る世間は鬼ばかり〜」（2016年 - ）
  - 作詞 - Satomi（2017年より）、作曲 - 羽田健太郎
- プロデューサー - 石井ふく子
- 演出 - 清弘誠、荒井光明
- 演出補 - 山崎統司、阿南昭宏
- 技術 - 太田博
- カメラ - 大熊正浩
- 照明 - 今井尚人
- 音声 - 石鍋邦広、妹川英明
- 映像 - 荒井秀訓
- 音響効果 - 牧瀬能彦
- 編集 - 大塚民生
- MA - 武藤康一
- 美術プロデューサー - 矢郷進
- デザイン - 椎葉禎介、中村綾香
- 装置 - 滝沢博史
- 操作 - 綱島広明
- 装飾 - 栗本誠治
- 衣裳 - 吉川茂雄、西留由起子
- 化粧 - 中田マリ子、佐藤有紀、大江明子
- 持道具 - 赤松慶人
- 電飾 - 三沢靖明、今村和之
- 建具 - 大崎健一
- 生花 - 遠山徹
- 植木装飾 - 西村尚樹
- 番組宣伝 - 反町浩之
- スチル - 加藤徹
- 和食所作指導 - 柳原尚之
- 医療指導 - 指方梢
- タイトル - 篠原榮太
- 衣裳協力 - 鈴乃屋（小泉清子、千原初江）
- 協力 - 東通、アックス、緑山スタジオ・シティ
- 製作補 - 室谷拡
- 記録 - 市島恵子
- 製作著作 - TBS

### 過去のスタッフ
- プロデューサー - 井下靖央（第3シリーズのみ）
- 演出 - 井下靖央、坂崎彰、川俣公明、山崎恆成、山崎統司、吉川厚志、鴨下信一、竹之下寛次
- 演出補 - 戸高正啓、田澤保之、宇田川尚良、酒井聖博、大久保竜、吉川厚志
- 技術 - 本木明博
- カメラ - 上田伸也、西舘博光
- 映像 - 山崎悟
- 音声 - 片岡博司
- 照明 - 高橋寛、大塚基夫
- カラー調整 - 赤松比呂志
- 音響効果 - 伴田六和
- 編集 - 竹下達郎、田口正樹
- 美術プロデューサー - 丸谷時茂
- デザイン - 清水袈裟寿
- 装飾 - 加藤義和
- 化粧 - 真鍋知子、山下恵子、近藤篤子
- 電飾 - 井上昇
- スチル - 龍田浩之、斉藤和己
- ディレクター - 山田錦
- 製作補 - 芦田健治、早川信雄
- 記録 - 稲葉明子

## 放送日程
- 視聴率はビデオリサーチ調べ、関東地区・世帯・リアルタイム。

### 渡る世間は鬼ばかり 第1シリーズ（1990年 - 1991年）
- 最終回は2時間スペシャル。

| 話数       | 放送日         | 演出     | 視聴率 |
| ---------- | -------------- | -------- | ------ |
| 第一回     | 1990年10月11日 | 井下靖央 | 13.1%  |
| 第二回     | 10月18日       | 井下靖央 | 16.7%  |
| 第三回     | 10月25日       | 井下靖央 | 16.6%  |
| 第四回     | 11月01日       | 坂崎彰   | 18.7%  |
| 第五回     | 11月08日       | 坂崎彰   | 20.0%  |
| 第六回     | 11月15日       | 坂崎彰   | 15.4%  |
| 第七回     | 11月22日       | 井下靖央 | 18.9%  |
| 第八回     | 11月29日       | 井下靖央 | 20.6%  |
| 第九回     | 12月06日       | 坂崎彰   | 17.9%  |
| 第十回     | 12月13日       | 坂崎彰   | 20.6%  |
| 第十一回   | 12月20日       | 山崎恒成 | 17.6%  |
| 第十二回   | 12月27日       | 山崎恒成 | 14.0%  |
| 第十三回   | 1991年01月10日 | 井下靖央 | 17.2%  |
| 第十四回   | 01月24日       | 井下靖央 | 15.5%  |
| 第十五回   | 01月31日       | 坂崎彰   | 16.0%  |
| 第十六回   | 02月07日       | 坂崎彰   | 16.4%  |
| 第十七回   | 02月14日       | 山崎恒成 | 21.1%  |
| 第十八回   | 02月21日       | 山崎恒成 | 15.9%  |
| 第十九回   | 02月28日       | 井下靖央 | 16.4%  |
| 第二十回   | 03月07日       | 井下靖央 | 18.2%  |
| 第二十一回 | 03月14日       | 井下靖央 | 18.4%  |
| 第二十二回 | 03月21日       | 山崎恒成 | 19.7%  |
| 第二十三回 | 03月28日       | 山崎恒成 | 19.1%  |
| 第二十四回 | 04月11日       | 坂崎彰   | 16.3%  |
| 第二十五回 | 04月18日       | 坂崎彰   | 16.9%  |
| 第二十六回 | 04月25日       | 井下靖央 | 15.7%  |
| 第二十七回 | 05月02日       | 井下靖央 | 16.0%  |
| 第二十八回 | 05月09日       | 山崎恒成 | 19.6%  |
| 第二十九回 | 05月16日       | 山崎恒成 | 16.3%  |
| 第三十回   | 05月23日       | 坂崎彰   | 17.4%  |
| 第三十一回 | 05月30日       | 坂崎彰   | 15.4%  |
| 第三十二回 | 06月06日       | 井下靖央 | 18.7%  |
| 第三十三回 | 06月13日       | 井下靖央 | 17.2%  |
| 第三十四回 | 06月20日       | 山崎恒成 | 22.1%  |
| 第三十五回 | 06月27日       | 山崎恒成 | 19.0%  |
| 第三十六回 | 07月04日       | 山崎恒成 | 19.3%  |
| 第三十七回 | 07月11日       | 坂崎彰   | 17.4%  |
| 第三十八回 | 07月18日       | 坂崎彰   | 19.6%  |
| 第三十九回 | 07月25日       | 井下靖央 | 18.4%  |
| 第四十回   | 08月01日       | 井下靖央 | 18.6%  |
| 第四十一回 | 08月08日       | 山崎恒成 | 18.6%  |
| 第四十二回 | 08月15日       | 山崎恒成 | 16.4%  |
| 第四十三回 | 08月22日       | 坂崎彰   | 16.7%  |
| 第四十四回 | 08月29日       | 坂崎彰   | 20.5%  |
| 第四十五回 | 09月05日       | 井下靖央 | 18.6%  |
| 第四十六回 | 09月12日       | 山崎恒成 | 16.7%  |
| 第四十七回 | 09月19日       | 坂崎彰   | 20.3%  |
| 最終回     | 09月26日       | 井下靖央 | 27.2%  |

### 渡る世間は鬼ばかり 第2シリーズ（1993年 - 1994年）
- 第二十五回、最終回は2時間スペシャル。

| 話数       | 放送日         | 演出     | 視聴率 |
| ---------- | -------------- | -------- | ------ |
| 第一回     | 1993年04月15日 | 井下靖央 | 23.5%  |
| 第二回     | 04月22日       | 井下靖央 | 21.4%  |
| 第三回     | 04月29日       | 井下靖央 | 20.8%  |
| 第四回     | 05月06日       | 川俣公明 | 22.2%  |
| 第五回     | 05月13日       | 川俣公明 | 22.8%  |
| 第六回     | 05月20日       | 川俣公明 | 22.4%  |
| 第七回     | 05月27日       | 山﨑恆成 | 20.5%  |
| 第八回     | 06月03日       | 山﨑恆成 | 22.0%  |
| 第九回     | 06月10日       | 山﨑恆成 | 20.7%  |
| 第十回     | 06月17日       | 井下靖央 | 20.3%  |
| 第十一回   | 06月24日       | 井下靖央 | 24.3%  |
| 第十二回   | 07月01日       | 川俣公明 | 22.4%  |
| 第十三回   | 07月08日       | 川俣公明 | 22.4%  |
| 第十四回   | 07月15日       | 山﨑恆成 | 22.1%  |
| 第十五回   | 07月22日       | 山﨑恆成 | 18.9%  |
| 第十六回   | 07月29日       | 井下靖央 | 18.9%  |
| 第十七回   | 08月05日       | 井下靖央 | 22.2%  |
| 第十八回   | 08月12日       | 川俣公明 | 20.4%  |
| 第十九回   | 08月19日       | 川俣公明 | 22.7%  |
| 第二十回   | 08月26日       | 川俣公明 | 27.4%  |
| 第二十一回 | 09月02日       | 井下靖央 | 23.4%  |
| 第二十二回 | 09月09日       | 井下靖央 | 24.7%  |
| 第二十三回 | 09月16日       | 川俣公明 | 23.0%  |
| 第二十四回 | 09月23日       | 川俣公明 | 23.6%  |
| 第二十五回 | 10月07日       | 井下靖央 | 27.5%  |
| 第二十六回 | 10月14日       | 山﨑恆成 | 19.9%  |
| 第二十七回 | 10月21日       | 山﨑恆成 | 23.3%  |
| 第二十八回 | 10月28日       | 川俣公明 | 23.5%  |
| 第二十九回 | 11月04日       | 川俣公明 | 24.6%  |
| 第三十回   | 11月11日       | 川俣公明 | 26.3%  |
| 第三十一回 | 11月18日       | 山﨑恆成 | 25.5%  |
| 第三十二回 | 11月25日       | 山﨑恆成 | 23.3%  |
| 第三十三回 | 12月02日       | 井下靖央 | 25.8%  |
| 第三十四回 | 12月09日       | 井下靖央 | 22.1%  |
| 第三十五回 | 12月16日       | 川俣公明 | 23.0%  |
| 第三十六回 | 12月23日       | 川俣公明 | 20.5%  |
| 第三十七回 | 1994年01月06日 | 川俣公明 | 22.3%  |
| 第三十八回 | 1月13日        | 山﨑恆成 | 25.6%  |
| 第三十九回 | 01月20日       | 山﨑恆成 | 25.4%  |
| 第四十回   | 01月27日       | 井下靖央 | 25.8%  |
| 第四十一回 | 02月03日       | 井下靖央 | 22.5%  |
| 第四十二回 | 02月10日       | 川俣公明 | 23.6%  |
| 第四十三回 | 02月17日       | 川俣公明 | 25.2%  |
| 第四十四回 | 02月24日       | 山﨑恆成 | 24.5%  |
| 第四十五回 | 03月03日       | 川俣公明 | 26.9%  |
| 第四十六回 | 03月10日       | 川俣公明 | 30.1%  |
| 第四十七回 | 03月17日       | 川俣公明 | 26.2%  |
| 第四十八回 | 03月24日       | 井下靖央 | 27.4%  |
| 最終回     | 03月31日       | 井下靖央 | 29.9%  |

### 渡る世間は鬼ばかり 秋のスペシャル（1994年）
| 話数          | 放送日        | 演出     | 視聴率 |
| ------------- | ------------- | -------- | ------ |
| 1994年9月29日 | 1994年9月29日 | 井下靖央 | 24.7%  |

### 渡る世間は鬼ばかり 年末スペシャル（1995年）
| 話数           | 放送日         | 演出     | 視聴率 |
| -------------- | -------------- | -------- | ------ |
| 1995年12月28日 | 1995年12月28日 | 井下靖央 | 18.9%  |

### 渡る世間は鬼ばかり 第3シリーズ（1996年 - 1997年）
- 第一回、第二十六回、第三十八回、最終回は2時間スペシャル。

| 話数       | 放送日         | 演出     | 視聴率 |
| ---------- | -------------- | -------- | ------ |
| 第一回     | 1996年04月04日 | 井下靖央 | 24.0%  |
| 第二回     | 04月11日       | 井下靖央 | 18.9%  |
| 第三回     | 04月18日       | 川俣公明 | 22.6%  |
| 第四回     | 04月25日       | 川俣公明 | 21.6%  |
| 第五回     | 05月02日       | 川俣公明 | 22.9%  |
| 第六回     | 05月09日       | 川俣公明 | 28.5%  |
| 第七回     | 05月16日       | 山﨑恆成 | 23.2%  |
| 第八回     | 05月23日       | 山﨑恆成 | 22.8%  |
| 第九回     | 05月30日       | 山﨑恆成 | 23.7%  |
| 第十回     | 06月06日       | 井下靖央 | 23.3%  |
| 第十一回   | 06月13日       | 井下靖央 | 23.6%  |
| 第十二回   | 06月20日       | 川俣公明 | 28.1%  |
| 第十三回   | 06月27日       | 川俣公明 | 26.6%  |
| 第十四回   | 07月04日       | 山﨑恆成 | 25.5%  |
| 第十五回   | 07月11日       | 山﨑恆成 | 25.0%  |
| 第十六回   | 07月18日       | 井下靖央 | 23.3%  |
| 第十七回   | 07月25日       | 井下靖央 | 25.7%  |
| 第十八回   | 08月01日       | 井下靖央 | 26.3%  |
| 第十九回   | 08月08日       | 川俣公明 | 24.5%  |
| 第二十回   | 08月15日       | 川俣公明 | 20.8%  |
| 第二十一回 | 08月22日       | 川俣公明 | 25.1%  |
| 第二十二回 | 08月29日       | 山﨑恆成 | 22.0%  |
| 第二十三回 | 09月05日       | 山﨑恆成 | 26.5%  |
| 第二十四回 | 09月12日       | 山﨑恆成 | 25.6%  |
| 第二十五回 | 09月19日       | 井下靖央 | 27.2%  |
| 第二十六回 | 10月03日       | 井下靖央 | 28.5%  |
| 第二十七回 | 10月10日       | 川俣公明 | 23.3%  |
| 第二十八回 | 10月17日       | 川俣公明 | 24.0%  |
| 第二十九回 | 10月24日       | 吉川厚志 | 27.9%  |
| 第三十回   | 10月31日       | 山﨑恆成 | 28.7%  |
| 第三十一回 | 11月07日       | 山﨑恆成 | 27.1%  |
| 第三十二回 | 11月14日       | 井下靖央 | 27.5%  |
| 第三十三回 | 11月21日       | 井下靖央 | 25.5%  |
| 第三十四回 | 11月28日       | 川俣公明 | 27.6%  |
| 第三十五回 | 12月05日       | 川俣公明 | 28.2%  |
| 第三十六回 | 12月12日       | 吉川厚志 | 30.1%  |
| 第三十七回 | 12月19日       | 吉川厚志 | 28.1%  |
| 第三十八回 | 12月26日       | 井下靖央 | 29.2%  |
| 第三十九回 | 1997年01月09日 | 井下靖央 | 25.1%  |
| 第四十回   | 01月16日       | 山﨑恆成 | 29.1%  |
| 第四十一回 | 01月23日       | 山﨑恆成 | 28.8%  |
| 第四十二回 | 01月30日       | 川俣公明 | 29.4%  |
| 第四十三回 | 02月06日       | 川俣公明 | 30.0%  |
| 第四十四回 | 02月13日       | 井下靖央 | 30.5%  |
| 第四十五回 | 02月20日       | 井下靖央 | 29.5%  |
| 第四十六回 | 02月27日       | 吉川厚志 | 30.1%  |
| 第四十七回 | 03月06日       | 山﨑恆成 | 16.9%  |
| 第四十八回 | 03月13日       | 川俣公明 | 16.8%  |
| 第四十九回 | 03月20日       | 山﨑恆成 | 28.1%  |
| 最終回     | 03月27日       | 川俣公明 | 34.2%  |

### 渡る世間は鬼ばかり 第4シリーズ（1998年 - 1999年）
- 第一回、第二回、第十三回、第二十五回、第五十回、最終回は2時間スペシャル。

| 話数       | 放送日         | 演出     | 視聴率 |
| ---------- | -------------- | -------- | ------ |
| 第一回     | 1998年10月01日 | 井下靖央 | 20.7%  |
| 第二回     | 10月08日       | 井下靖央 | 26.4%  |
| 第三回     | 10月15日       | 井下靖央 | 25.9%  |
| 第四回     | 10月22日       | 川俣公明 | 24.7%  |
| 第五回     | 10月29日       | 川俣公明 | 24.0%  |
| 第六回     | 11月05日       | 川俣公明 | 24.5%  |
| 第七回     | 11月12日       | 井下靖央 | 24.1%  |
| 第八回     | 11月19日       | 井下靖央 | 22.3%  |
| 第九回     | 11月26日       | 山崎恆成 | 22.3%  |
| 第十回     | 12月03日       | 山崎恆成 | 20.1%  |
| 第十一回   | 12月10日       | 川俣公明 | 22.3%  |
| 第十二回   | 12月17日       | 川俣公明 | 22.1%  |
| 第十三回   | 12月24日       | 井下靖央 | 22.3%  |
| 第十四回   | 1999年01月07日 | 井下靖央 | 22.0%  |
| 第十五回   | 01月14日       | 川俣公明 | 21.9%  |
| 第十六回   | 01月21日       | 川俣公明 | 24.8%  |
| 第十七回   | 01月28日       | 山崎恆成 | 25.2%  |
| 第十八回   | 02月04日       | 山崎恆成 | 25.0%  |
| 第十九回   | 02月11日       | 川俣公明 | 23.5%  |
| 第二十回   | 02月18日       | 川俣公明 | 26.5%  |
| 第二十一回 | 02月25日       | 川俣公明 | 25.3%  |
| 第二十二回 | 03月04日       | 𠮷川厚志 | 24.4%  |
| 第二十三回 | 03月11日       | 川俣公明 | 26.7%  |
| 第二十四回 | 03月18日       | 川俣公明 | 26.1%  |
| 第二十五回 | 03月25日       | 川俣公明 | 29.4%  |
| 第二十六回 | 04月08日       | 𠮷川厚志 | 21.6%  |
| 第二十七回 | 04月15日       | 山崎恆成 | 24.7%  |
| 第二十八回 | 04月22日       | 山崎恆成 | 25.4%  |
| 第二十九回 | 04月29日       | 川俣公明 | 24.0%  |
| 第三十回   | 05月06日       | 井下靖央 | 24.7%  |
| 第三十一回 | 05月13日       | 井下靖央 | 25.7%  |
| 第三十二回 | 05月20日       | 井下靖央 | 24.3%  |
| 第三十三回 | 05月27日       | 川俣公明 | 23.2%  |
| 第三十四回 | 06月03日       | 川俣公明 | 25.4%  |
| 第三十五回 | 06月10日       | 𠮷川厚志 | 23.3%  |
| 第三十六回 | 06月17日       | 井下靖央 | 24.7%  |
| 第三十七回 | 06月24日       | 井下靖央 | 26.0%  |
| 第三十八回 | 07月01日       | 山崎恆成 | 25.5%  |
| 第三十九回 | 07月08日       | 山崎恆成 | 25.7%  |
| 第四十回   | 07月15日       | 川俣公明 | 24.9%  |
| 第四十一回 | 07月22日       | 川俣公明 | 25.4%  |
| 第四十二回 | 07月29日       | 𠮷川厚志 | 26.7%  |
| 第四十三回 | 08月05日       | 井下靖央 | 26.0%  |
| 第四十四回 | 08月12日       | 井下靖央 | 23.7%  |
| 第四十五回 | 08月19日       | 山崎恆成 | 25.2%  |
| 第四十六回 | 08月26日       | 山崎恆成 | 26.2%  |
| 第四十七回 | 09月02日       | 川俣公明 | 27.4%  |
| 第四十八回 | 09月09日       | 川俣公明 | 26.0%  |
| 第四十九回 | 09月16日       | 井下靖央 | 25.6%  |
| 第五十回   | 09月23日       | 川俣公明 | 27.8%  |
| 最終回     | 09月30日       | 井下靖央 | 27.3%  |

### 渡る世間は鬼ばかり 二時間年末特別企画（1999年）
| 話数           | 放送日         | 演出     | 視聴率 |
| -------------- | -------------- | -------- | ------ |
| 1999年12月23日 | 1999年12月23日 | 井下靖央 | 23.0%  |

### 渡る世間は鬼ばかり 春の二時間スペシャル（2000年）
| 話数         | 放送日       | 演出     | 視聴率 |
| ------------ | ------------ | -------- | ------ |
| 2000年4月6日 | 2000年4月6日 | 井下靖央 | 20.9%  |

### 渡る世間は鬼ばかり 第5シリーズ（2000年 - 2001年）
- 第一回、最終回は2時間スペシャル。
- 第十三回、第二十五回は2時間半スペシャル。

| 話数       | 放送日         | 演出     | 視聴率 |
| ---------- | -------------- | -------- | ------ |
| 第一回     | 2000年10月05日 | 井下靖央 | 23.2%  |
| 第二回     | 10月12日       | 井下靖央 | 23.5%  |
| 第三回     | 10月19日       | 井下靖央 | 21.7%  |
| 第四回     | 10月26日       | 川俣公明 | 19.4%  |
| 第五回     | 11月02日       | 川俣公明 | 22.6%  |
| 第六回     | 11月09日       | 川俣公明 | 23.8%  |
| 第七回     | 11月16日       | 川俣公明 | 22.8%  |
| 第八回     | 11月23日       | 山崎恆成 | 21.6%  |
| 第九回     | 11月30日       | 山崎恆成 | 22.9%  |
| 第十回     | 12月07日       | 𠮷川厚志 | 21.0%  |
| 第十一回   | 12月14日       | 川俣公明 | 23.9%  |
| 第十二回   | 12月21日       | 川俣公明 | 23.6%  |
| 第十三回   | 12月28日       | 井下靖央 | 25.0%  |
| 第十四回   | 2001年01月11日 | 井下靖央 | 23.7%  |
| 第十五回   | 01月18日       | 川俣公明 | 25.9%  |
| 第十六回   | 01月25日       | 川俣公明 | 24.9%  |
| 第十七回   | 02月01日       | 井下靖央 | 24.7%  |
| 第十八回   | 02月08日       | 井下靖央 | 25.4%  |
| 第十九回   | 02月15日       | 山崎恆成 | 26.0%  |
| 第二十回   | 02月22日       | 吉川厚志 | 26.0%  |
| 第二十一回 | 03月01日       | 川俣公明 | 26.5%  |
| 第二十二回 | 03月08日       | 川俣公明 | 26.3%  |
| 第二十三回 | 03月15日       | 川俣公明 | 25.1%  |
| 第二十四回 | 03月22日       | 井下靖央 | 25.7%  |
| 第二十五回 | 03月29日       | 井下靖央 | 24.7%  |
| 第二十六回 | 04月12日       | 山崎恆成 | 22.6%  |
| 第二十七回 | 04月19日       | 𠮷川厚志 | 23.5%  |
| 第二十八回 | 04月26日       | 川俣公明 | 23.0%  |
| 第二十九回 | 05月03日       | 川俣公明 | 22.5%  |
| 第三十回   | 05月10日       | 川俣公明 | 24.9%  |
| 第三十一回 | 05月17日       | 井下靖央 | 23.7%  |
| 第三十二回 | 05月24日       | 井下靖央 | 24.1%  |
| 第三十三回 | 05月31日       | 井下靖央 | 23.9%  |
| 第三十四回 | 06月07日       | 𠮷川厚志 | 23.9%  |
| 第三十五回 | 06月14日       | 川俣公明 | 26.5%  |
| 第三十六回 | 06月21日       | 川俣公明 | 24.7%  |
| 第三十七回 | 06月28日       | 川俣公明 | 26.5%  |
| 第三十八回 | 07月05日       | 山崎恆成 | 24.7%  |
| 第三十九回 | 07月12日       | 井下靖央 | 23.7%  |
| 第四十回   | 07月19日       | 井下靖央 | 23.0%  |
| 第四十一回 | 07月26日       | 井下靖央 | 24.2%  |
| 第四十二回 | 08月02日       | 川俣公明 | 24.1%  |
| 第四十三回 | 08月09日       | 川俣公明 | 24.9%  |
| 第四十四回 | 08月16日       | 川俣公明 | 21.7%  |
| 第四十五回 | 08月23日       | 𠮷川厚志 | 24.1%  |
| 第四十六回 | 08月30日       | 山崎恆成 | 24.6%  |
| 第四十七回 | 09月06日       | 川俣公明 | 26.6%  |
| 第四十八回 | 09月13日       | 川俣公明 | 24.9%  |
| 第四十九回 | 09月20日       | 井下靖央 | 25.8%  |
| 最終回     | 09月27日       | 井下靖央 | 27.8%  |

### 渡る世間は鬼ばかり 第6シリーズ（2002年 - 2003年）
- 第一回、第二十六回は2時間スペシャル。
- 第三十九回、最終回は2時間半スペシャル。

| 話数       | 放送日         | 演出     | 視聴率 |
| ---------- | -------------- | -------- | ------ |
| 第一回     | 2002年04月04日 | 井下靖央 | 23.2%  |
| 第二回     | 04月11日       | 井下靖央 | 23.5%  |
| 第三回     | 04月18日       | 井下靖央 | 22.2%  |
| 第四回     | 04月25日       | 川俣公明 | 24.2%  |
| 第五回     | 05月02日       | 川俣公明 | 22.8%  |
| 第六回     | 05月09日       | 川俣公明 | 22.4%  |
| 第七回     | 05月16日       | 井下靖央 | 23.0%  |
| 第八回     | 05月23日       | 井下靖央 | 24.1%  |
| 第九回     | 05月30日       | 川俣公明 | 21.2%  |
| 第十回     | 06月06日       | 川俣公明 | 21.5%  |
| 第十一回   | 06月13日       | 川俣公明 | 19.9%  |
| 第十二回   | 06月20日       | 山崎恆成 | 24.4%  |
| 第十三回   | 06月27日       | 吉川厚志 | 24.9%  |
| 第十四回   | 07月04日       | 井下靖央 | 22.3%  |
| 第十五回   | 07月11日       | 井下靖央 | 23.6%  |
| 第十六回   | 07月18日       | 川俣公明 | 23.6%  |
| 第十七回   | 07月25日       | 川俣公明 | 20.6%  |
| 第十八回   | 08月01日       | 山崎恆成 | 21.1%  |
| 第十九回   | 08月08日       | 山崎恆成 | 24.2%  |
| 第二十回   | 08月15日       | 川俣公明 | 21.8%  |
| 第二十一回 | 08月22日       | 川俣公明 | 24.7%  |
| 第二十二回 | 08月29日       | 井下靖央 | 22.3%  |
| 第二十三回 | 09月05日       | 井下靖央 | 22.7%  |
| 第二十四回 | 09月12日       | 𠮷川厚志 | 22.1%  |
| 第二十五回 | 09月19日       | 山崎恆成 | 21.2%  |
| 第二十六回 | 09月26日       | 井下靖央 | 25.8%  |
| 第二十七回 | 10月03日       | 井下靖央 | 23.8%  |
| 第二十八回 | 10月10日       | 川俣公明 | 21.5%  |
| 第二十九回 | 10月17日       | 川俣公明 | 23.4%  |
| 第三十回   | 10月24日       | 川俣公明 | 23.5%  |
| 第三十一回 | 10月31日       | 井下靖央 | 24.5%  |
| 第三十二回 | 11月07日       | 井下靖央 | 22.5%  |
| 第三十三回 | 11月14日       | 山崎恆成 | 22.9%  |
| 第三十四回 | 11月21日       | 川俣公明 | 24.4%  |
| 第三十五回 | 11月28日       | 川俣公明 | 22.9%  |
| 第三十六回 | 12月05日       | 𠮷川厚志 | 21.6%  |
| 第三十七回 | 12月12日       | 川俣公明 | 24.5%  |
| 第三十八回 | 12月19日       | 川俣公明 | 23.4%  |
| 第三十九回 | 12月26日       | 井下靖央 | 24.6%  |
| 第四十回   | 2003年01月09日 | 井下靖央 | 24.7%  |
| 第四十一回 | 01月16日       | 山崎恆成 | 23.9%  |
| 第四十二回 | 01月23日       | 𠮷川厚志 | 25.0%  |
| 第四十三回 | 01月30日       | 川俣公明 | 25.6%  |
| 第四十四回 | 02月06日       | 川俣公明 | 24.7%  |
| 第四十五回 | 02月13日       | 井下靖央 | 25.6%  |
| 第四十六回 | 02月20日       | 井下靖央 | 24.3%  |
| 第四十七回 | 02月27日       | 井下靖央 | 23.3%  |
| 第四十八回 | 03月06日       | 𠮷川厚志 | 25.0%  |
| 第四十九回 | 03月13日       | 山崎恆成 | 25.1%  |
| 第五十回   | 03月20日       | 川俣公明 | 21.1%  |
| 最終回     | 03月27日       | 井下靖央 | 25.5%  |

### 渡る世間は鬼ばかり 第7シリーズ（2004年 - 2005年）
- 第一回は2時間半スペシャル。
- 第二十七回、第四十回、最終回は2時間スペシャル

| 話数       | 放送日         | 演出     | 視聴率 |
| ---------- | -------------- | -------- | ------ |
| 第一回     | 2004年04月01日 | 井下靖央 | 19.7%  |
| 第二回     | 04月08日       | 井下靖央 | 17.2%  |
| 第三回     | 04月15日       | 井下靖央 | 16.5%  |
| 第四回     | 04月22日       | 川俣公明 | 17.2%  |
| 第五回     | 04月29日       | 川俣公明 | 18.0%  |
| 第六回     | 05月06日       | 川俣公明 | 17.8%  |
| 第七回     | 05月13日       | 井下靖央 | 18.4%  |
| 第八回     | 05月20日       | 井下靖央 | 20.1%  |
| 第九回     | 05月27日       | 井下靖央 | 18.0%  |
| 第十回     | 06月03日       | 川俣公明 | 18.3%  |
| 第十一回   | 06月10日       | 川俣公明 | 18.3%  |
| 第十二回   | 06月17日       | 川俣公明 | 17.5%  |
| 第十三回   | 06月24日       | 井下靖央 | 17.6%  |
| 第十四回   | 07月01日       | 山崎恆成 | 16.9%  |
| 第十五回   | 07月08日       | 井下靖央 | 18.3%  |
| 第十六回   | 07月15日       | 𠮷川厚志 | 17.3%  |
| 第十七回   | 07月22日       | 川俣公明 | 17.9%  |
| 第十八回   | 07月29日       | 井下靖央 | 18.7%  |
| 第十九回   | 08月05日       | 井下靖央 | 17.4%  |
| 第二十回   | 08月12日       | 川俣公明 | 17.3%  |
| 第二十一回 | 08月19日       | 川俣公明 | 16.9%  |
| 第二十二回 | 08月26日       | 山崎恆成 | 14.5%  |
| 第二十三回 | 09月02日       | 川俣公明 | 18.9%  |
| 第二十四回 | 09月09日       | 川俣公明 | 19.3%  |
| 第二十五回 | 09月16日       | 𠮷川厚志 | 18.5%  |
| 第二十六回 | 09月23日       | 山崎恆成 | 17.6%  |
| 第二十七回 | 09月30日       | 鴨下信一 | 19.5%  |
| 第二十八回 | 10月07日       | 川俣公明 | 17.4%  |
| 第二十九回 | 10月14日       | 川俣公明 | 17.0%  |
| 第三十回   | 10月21日       | 山崎恆成 | 20.2%  |
| 第三十一回 | 10月28日       | 𠮷川厚志 | 16.6%  |
| 第三十二回 | 11月04日       | 川俣公明 | 18.1%  |
| 第三十三回 | 11月11日       | 山崎恆成 | 18.2%  |
| 第三十四回 | 11月18日       | 川俣公明 | 17.4%  |
| 第三十五回 | 11月25日       | 川俣公明 | 17.2%  |
| 第三十六回 | 12月02日       | 山崎恆成 | 16.6%  |
| 第三十七回 | 12月09日       | 𠮷川厚志 | 17.1%  |
| 第三十八回 | 12月16日       | 川俣公明 | 17.7%  |
| 第三十九回 | 12月23日       | 川俣公明 | 16.0%  |
| 第四十回   | 2005年01月6日  | 井下靖央 | 17.1%  |
| 第四十一回 | 01月20日       | 川俣公明 | 19.8%  |
| 第四十二回 | 01月27日       | 山崎恆成 | 18.5%  |
| 第四十三回 | 02月03日       | 川俣公明 | 19.1%  |
| 第四十四回 | 02月10日       | 井下靖央 | 18.4%  |
| 第四十五回 | 02月17日       | 山崎恆成 | 19.2%  |
| 第四十六回 | 02月24日       | 𠮷川厚志 | 19.1%  |
| 第四十七回 | 03月03日       | 井下靖央 | 19.5%  |
| 第四十八回 | 03月10日       | 山崎恆成 | 17.9%  |
| 第四十九回 | 03月17日       | 川俣公明 | 18.6%  |
| 第五十回   | 03月24日       | 山崎恆成 | 18.4%  |
| 最終回     | 03月31日       | 川俣公明 | 21.6%  |

### 渡る世間は鬼ばかり 第8シリーズ（2006年 - 2007年）
- 第一回、第二十六回、最終回は2時間スペシャル。
- 今シリーズから、岡倉大吉役が宇津井健に交代した。
- 今シリーズから、オープニングのクレジット映像の背景が、不定期で違うものに切り替えられるようになった。

| 話数       | 放送日         | 演出     | 視聴率 |
| ---------- | -------------- | -------- | ------ |
| 第一回     | 2006年04月06日 | 山崎恆成 | 20.5%  |
| 第二回     | 4月13日        | 山崎恆成 | 17.5%  |
| 第三回     | 4月20日        | 川俣公明 | 19.7%  |
| 第四回     | 4月27日        | 荒井光明 | 17.2%  |
| 第五回     | 5月04日        | 𠮷川厚志 | 16.9%  |
| 第六回     | 5月11日        | 山崎恆成 | 18.1%  |
| 第七回     | 5月18日        | 荒井光明 | 19.3%  |
| 第八回     | 5月25日        | 荒井光明 | 18.5%  |
| 第九回     | 6月01日        | 山崎恆成 | 19.8%  |
| 第十回     | 6月08日        | 山崎恆成 | 20.7%  |
| 第十一回   | 6月15日        | 荒井光明 | 19.5%  |
| 第十二回   | 6月22日        | 𠮷川厚志 | 18.4%  |
| 第十三回   | 6月29日        | 山崎恆成 | 17.7%  |
| 第十四回   | 7月06日        | 山崎恆成 | 18.3%  |
| 第十五回   | 7月13日        | 𠮷川厚志 | 19.8%  |
| 第十六回   | 7月20日        | 山﨑統司 | 19.0%  |
| 第十七回   | 7月27日        | 山崎恆成 | 18.9%  |
| 第十八回   | 8月03日        | 荒井光明 | 18.6%  |
| 第十九回   | 8月10日        | 山崎恆成 | 18.3%  |
| 第二十回   | 8月17日        | 𠮷川厚志 | 20.0%  |
| 第二十一回 | 8月24日        | 山崎恆成 | 19.0%  |
| 第二十二回 | 8月31日        | 𠮷川厚志 | 19.0%  |
| 第二十三回 | 9月07日        | 山崎恆成 | 18.6%  |
| 第二十四回 | 9月14日        | 山﨑統司 | 15.7%  |
| 第二十五回 | 9月21日        | 荒井光明 | 19.1%  |
| 第二十六回 | 9月28日        | 山崎恆成 | 18.3%  |
| 第二十七回 | 10月05日       | 山﨑統司 | 16.0%  |
| 第二十八回 | 10月12日       | 荒井光明 | 16.0%  |
| 第二十九回 | 10月19日       | 山崎恆成 | 18.2%  |
| 第三十回   | 10月26日       | 荒井光明 | 14.9%  |
| 第三十一回 | 11月02日       | 山崎恆成 | 19.4%  |
| 第三十二回 | 11月09日       | 荒井光明 | 19.9%  |
| 第三十三回 | 11月16日       | 山崎恆成 | 19.9%  |
| 第三十四回 | 11月23日       | 𠮷川厚志 | 18.4%  |
| 第三十五回 | 11月30日       | 山﨑統司 | 19.2%  |
| 第三十六回 | 12月07日       | 山崎恆成 | 19.1%  |
| 第三十七回 | 12月14日       | 荒井光明 | 18.9%  |
| 第三十八回 | 12月21日       | 荒井光明 | 17.1%  |
| 第三十九回 | 2007年01月11日 | 山崎恆成 | 16.5%  |
| 第四十回   | 1月18日        | 山﨑統司 | 17.5%  |
| 第四十一回 | 1月25日        | 山崎恆成 | 17.5%  |
| 第四十二回 | 2月01日        | 荒井光明 | 16.7%  |
| 第四十三回 | 2月08日        | 𠮷川厚志 | 15.8%  |
| 第四十四回 | 2月15日        | 山崎恆成 | 16.4%  |
| 第四十五回 | 2月22日        | 荒井光明 | 18.0%  |
| 第四十六回 | 3月01日        | 山崎恆成 | 17.4%  |
| 第四十七回 | 3月08日        | 山﨑統司 | 17.3%  |
| 第四十八回 | 3月15日        | 𠮷川厚志 | 16.1%  |
| 第四十九回 | 3月22日        | 荒井光明 | 16.7%  |
| 最終回     | 3月29日        | 山崎恆成 | 18.5%  |

### 渡る世間は鬼ばかり 第9シリーズ（2008年 - 2009年）
- 第一回、第二十六回、第三十八回、最終回は2時間スペシャル。
- 2008年8月14日は北京五輪中継のため、休止。
- 第20回（2008年8月21日）の放送でシリーズ最低視聴率10.7%を記録。

| 話数       | 放送日         | 演出       | 視聴率 |
| ---------- | -------------- | ---------- | ------ |
| 第一回     | 2008年04月03日 | 清弘誠     | 16.0%  |
| 第二回     | 4月10日        | 荒井光明   | 12.0%  |
| 第三回     | 4月17日        | 荒井光明   | 14.5%  |
| 第四回     | 4月24日        | 竹之下寛次 | 13.9%  |
| 第五回     | 5月01日        | 清弘誠     | 13.2%  |
| 第六回     | 5月08日        | 清弘誠     | 12.4%  |
| 第七回     | 5月15日        | 荒井光明   | 12.6%  |
| 第八回     | 5月22日        | 荒井光明   | 12.6%  |
| 第九回     | 5月29日        | 竹之下寛次 | 13.9%  |
| 第十回     | 6月05日        | 竹之下寛次 | 12.2%  |
| 第十一回   | 6月12日        | 清弘誠     | 12.9%  |
| 第十二回   | 6月19日        | 清弘誠     | 14.0%  |
| 第十三回   | 6月26日        | 荒井光明   | 14.4%  |
| 第十四回   | 7月03日        | 荒井光明   | 11.0%  |
| 第十五回   | 7月10日        | 清弘誠     | 12.4%  |
| 第十六回   | 7月17日        | 清弘誠     | 13.1%  |
| 第十七回   | 7月24日        | 竹之下寛次 | 12.5%  |
| 第十八回   | 7月31日        | 竹之下寛次 | 12.5%  |
| 第十九回   | 8月07日        | 山﨑統司   | 12.7%  |
| 第二十回   | 8月21日        | 清弘誠     | 10.7%  |
| 第二十一回 | 8月28日        | 清弘誠     | 14.1%  |
| 第二十二回 | 9月04日        | 山﨑統司   | 13.1%  |
| 第二十三回 | 9月11日        | 竹之下寛次 | 14.0%  |
| 第二十四回 | 9月18日        | 荒井光明   | 15.1%  |
| 第二十五回 | 9月25日        | 荒井光明   | 11.8%  |
| 第二十六回 | 10月02日       | 清弘誠     | 16.2%  |
| 第二十七回 | 10月09日       | 荒井光明   | 14.4%  |
| 第二十八回 | 10月16日       | 竹之下寛次 | 13.1%  |
| 第二十九回 | 10月23日       | 竹之下寛次 | 13.5%  |
| 第三十回   | 10月30日       | 荒井光明   | 14.3%  |
| 第三十一回 | 11月06日       | 荒井光明   | 13.9%  |
| 第三十二回 | 11月13日       | 山﨑統司   | 15.3&  |
| 第三十三回 | 11月20日       | 荒井光明   | 12.0%  |
| 第三十四回 | 11月27日       | 荒井光明   | 14.6%  |
| 第三十五回 | 12月04日       | 竹之下寛次 | 15.0%  |
| 第三十六回 | 12月11日       | 竹之下寛次 | 14.9%  |
| 第三十七回 | 12月18日       | 荒井光明   | 14.4%  |
| 第三十八回 | 2009年01月08日 | 荒井光明   | 15.0%  |
| 第三十九回 | 1月15日        | 山﨑統司   | 15.1%  |
| 第四十回   | 1月22日        | 竹之下寛次 | 15.8%  |
| 第四十一回 | 1月29日        | 竹之下寛次 | 15.9%  |
| 第四十二回 | 2月05日        | 荒井光明   | 15.5%  |
| 第四十三回 | 2月12日        | 荒井光明   | 16.6%  |
| 第四十四回 | 2月19日        | 清弘誠     | 16.3%  |
| 第四十五回 | 2月26日        | 清弘誠     | 15.4%  |
| 第四十六回 | 3月05日        | 山﨑統司   | 13.8%  |
| 第四十七回 | 3月12日        | 竹之下寛次 | 14.6%  |
| 第四十八回 | 3月19日        | 荒井光明   | 13.1%  |
| 最終回     | 3月26日        | 清弘誠     | 17.9%  |

### 渡る世間は鬼ばかり 最終シリーズ（2010年 - 2011年）
- 第一回、第十一回、第二十三回、第四十六回、最終回は、2時間スペシャル。
- 2010年11月4日は、橋田が脚本を担当したドラマ「TBS開局60周年記念5夜連続企画『99年の愛〜JAPANESE AMERICANS〜』第2話」の放送のため休止。
- 2011年3月17日は、3月11日に起きた東北地方太平洋沖地震や福島第一原子力発電所の爆発事故などの最新情報などを流すため、L字形の画面方式で放送された。
- 2011年9月1日は、世界陸上韓国テグ6日目中継のため休止。
- 2011年8月25日放送分から、次回予告にて「あと3回!」などと、最終回までのカウントダウンをするようになった。
- 今シリーズでは特にオープニングのクレジット画面の背景が頻繁に変わることが多く、特に季節の花などをあしらったものが多く登場し、時にはひと月強で新しい背景が登場することもあった。
- 最終回放送と同日の2011年9月29日に、「スパモク!!」枠で最終回直前スペシャルを放送。
- シリーズの中では全47回と話数が少なく、初回視聴率及び平均視聴率はシリーズ最低視聴率であったが、最終回は第8シリーズの第20回以来に20%を超えた。

| 話数       | 放送日         | 演出     | 視聴率 |
| ---------- | -------------- | -------- | ------ |
| 第一回     | 2010年10月14日 | 清弘誠   | 13.3%  |
| 第二回     | 10月21日       | 清弘誠   | 10.8%  |
| 第三回     | 10月28日       | 荒井光明 | 12.0%  |
| 第四回     | 11月11日       | 荒井光明 | 11.4%  |
| 第五回     | 11月18日       | 清弘誠   | 11.8%  |
| 第六回     | 11月25日       | 清弘誠   | 11.7%  |
| 第七回     | 12月02日       | 清弘誠   | 11.1%  |
| 第八回     | 12月09日       | 荒井光明 | 12.0%  |
| 第九回     | 12月16日       | 荒井光明 | 11.9%  |
| 第十回     | 12月23日       | 山﨑統司 | 13.7%  |
| 第十一回   | 2011年01月06日 | 清弘誠   | 15.1%  |
| 第十二回   | 1月13日        | 清弘誠   | 12.1%  |
| 第十三回   | 1月20日        | 荒井光明 | 12.5%  |
| 第十四回   | 1月27日        | 荒井光明 | 13.7%  |
| 第十五回   | 2月03日        | 清弘誠   | 12.7%  |
| 第十六回   | 2月10日        | 清弘誠   | 13.4%  |
| 第十七回   | 2月17日        | 山﨑統司 | 13.4%  |
| 第十八回   | 2月24日        | 清弘誠   | 13.7%  |
| 第十九回   | 3月03日        | 清弘誠   | 13.4%  |
| 第二十回   | 3月10日        | 荒井光明 | 15.2%  |
| 第二十一回 | 3月17日        | 荒井光明 | 11.5%  |
| 第二十二回 | 3月24日        | 清弘誠   | 12.5%  |
| 第二十三回 | 4月07日        | 清弘誠   | 13.1%  |
| 第二十四回 | 4月14日        | 荒井光明 | 11.9%  |
| 第二十五回 | 4月21日        | 荒井光明 | 13.2%  |
| 第二十六回 | 4月28日        | 山﨑統司 | 13.5%  |
| 第二十七回 | 5月05日        | 荒井光明 | 12.5%  |
| 第二十八回 | 5月12日        | 荒井光明 | 13.9%  |
| 第二十九回 | 5月19日        | 山﨑統司 | 14.0%  |
| 第三十回   | 5月26日        | 山﨑統司 | 14.1%  |
| 第三十一回 | 6月02日        | 荒井光明 | 13.5%  |
| 第三十二回 | 6月09日        | 荒井光明 | 15.2%  |
| 第三十三回 | 6月16日        | 清弘誠   | 15.6%  |
| 第三十四回 | 6月23日        | 清弘誠   | 13.0%  |
| 第三十五回 | 6月30日        | 荒井光明 | 12.4%  |
| 第三十六回 | 7月07日        | 荒井光明 | 13.5%  |
| 第三十七回 | 7月14日        | 清弘誠   | 13.3%  |
| 第三十八回 | 7月21日        | 清弘誠   | 12.7%  |
| 第三十九回 | 7月28日        | 清弘誠   | 14.0%  |
| 第四十回   | 8月04日        | 山﨑統司 | 13.0%  |
| 第四十一回 | 8月11日        | 荒井光明 | 14.7%  |
| 第四十二回 | 8月18日        | 荒井光明 | 13.8%  |
| 第四十三回 | 8月25日        | 清弘誠   | 14.9%  |
| 第四十四回 | 9月08日        | 荒井光明 | 15.2%  |
| 第四十五回 | 9月15日        | 山﨑統司 | 15.3%  |
| 第四十六回 | 9月22日        | 清弘誠   | 16.5%  |
| 最終回     | 9月29日        | 清弘誠   | 22.2%  |

### 渡る世間は鬼ばかり ただいま!! 2週連続SP（2012年）
| 話数 | 放送日        | 演出   | 視聴率 |
| ---- | ------------- | ------ | ------ |
| 前篇 | 2012年9月17日 | 清弘誠 | 11.8%  |
| 後篇 | 9月24日       | 清弘誠 | 13.9%  |

### 渡る世間は鬼ばかり 二時間スペシャル（2013年）
| 話数 | 放送日        | 演出     | 視聴率 |
| ---- | ------------- | -------- | ------ |
| 前篇 | 2013年5月27日 | 荒井光明 | 13.5%  |
| 後篇 | 6月3日        | 清弘誠   | 15.6%  |

### 渡る世間は鬼ばかり 二時間スペシャル（2015年）
| 話数 | 放送日        | 演出   | 視聴率 |
| ---- | ------------- | ------ | ------ |
| 前篇 | 2015年2月16日 | 清弘誠 | 10.4%  |
| 後篇 | 2月23日       | 清弘誠 | 12.5%  |

### 渡る世間は鬼ばかり 二夜連続特別企画（2016年）
| 話数 | 放送日        | 演出   | 視聴率 |
| ---- | ------------- | ------ | ------ |
| 前篇 | 2016年9月18日 | 清弘誠 | 12.6%  |
| 後篇 | 9月19日       | 清弘誠 | 13.0%  |

### 渡る世間は鬼ばかり 三時間スペシャル（2017年）
| 話数          | 放送日        | 演出   | 視聴率 |
| ------------- | ------------- | ------ | ------ |
| 2017年9月18日 | 2017年9月18日 | 清弘誠 | 12.6%  |

### 渡る世間は鬼ばかり 三時間スペシャル（2018年）
| 話数          | 放送日        | 演出   | 視聴率 |
| ------------- | ------------- | ------ | ------ |
| 2018年9月17日 | 2018年9月17日 | 清弘誠 | 11.6%  |

### 渡る世間は鬼ばかり 三時間スペシャル（2019年）
| 話数          | 放送日        | 演出   | 視聴率 |
| ------------- | ------------- | ------ | ------ |
| 2019年9月16日 | 2019年9月16日 | 清弘誠 | 8.7%   |

## 特番枠
- 2004年1月2日 『渡る世間は鬼ばかり!夢のスペシャル新年会』
- 2006年12月28日 『渡る世間は鬼ばかり 番外編』（「橋田壽賀子バラエティ 渡る世間は鬼ばかり・来年も続きますよSP」、視聴率14.8%）

## 放送局
- JNN各局（新作）および（再放送）。
- 福井放送 福井県にJNN系列の放送局がないため月曜9時55分 - に放送。
- 秋田放送 秋田県にJNN系列の放送局がないため土曜16時 - 16時54分に放送。
- KIKU-TV （ハワイ。地上波） 1年 - 1年半遅れ。毎週日曜20時 - 。

## 配信
TBSオンデマンドでの配信は第1シリーズなど一部に限られていた。
TBSオンデマンドの後継サービスであるParaviでもサービス開始当初は第1シリーズのみの配信（2018年スペシャルは放送後しばらくはレンタル配信）に限られていたが、2019年9月12日に2012年から2018年までのスペシャルを配信開始（2019年スペシャルは9月16日の放送後に配信）、10月2日より第2シリーズ以降が順次配信され、2020年5月2日に第10（最終）シリーズの配信が開始された。

## 舞台
明治座や芸術座などで舞台版が制作され、出演者の配役がダブルキャストなど異なり、ドラマの舞台化やドラマでは描かれなかったストーリー構成で、舞台のみに登場する役柄もいる。原作は橋田だが、脚色が石井君子、演出が石井ふく子と、一部のスタッフがテレビドラマと異なる。

## 関連商品

### 書籍
ドラマ内に登場した料理のレシピを紹介した書籍が飛鳥新社より発売されている。
- 橋田寿賀子ドラマ渡る世間は鬼ばかり お食事処「おかくら」レシピ ISBN 978-4870314948
- 橋田寿賀子ドラマ渡る世間は鬼ばかり 中華「幸楽」レシピ ISBN 978-4870314931

### パチンコ
- ぱちんこCR渡る世間は鬼ばかり（2017年、サミー）